# Mariä Krönung (Lautenbach)

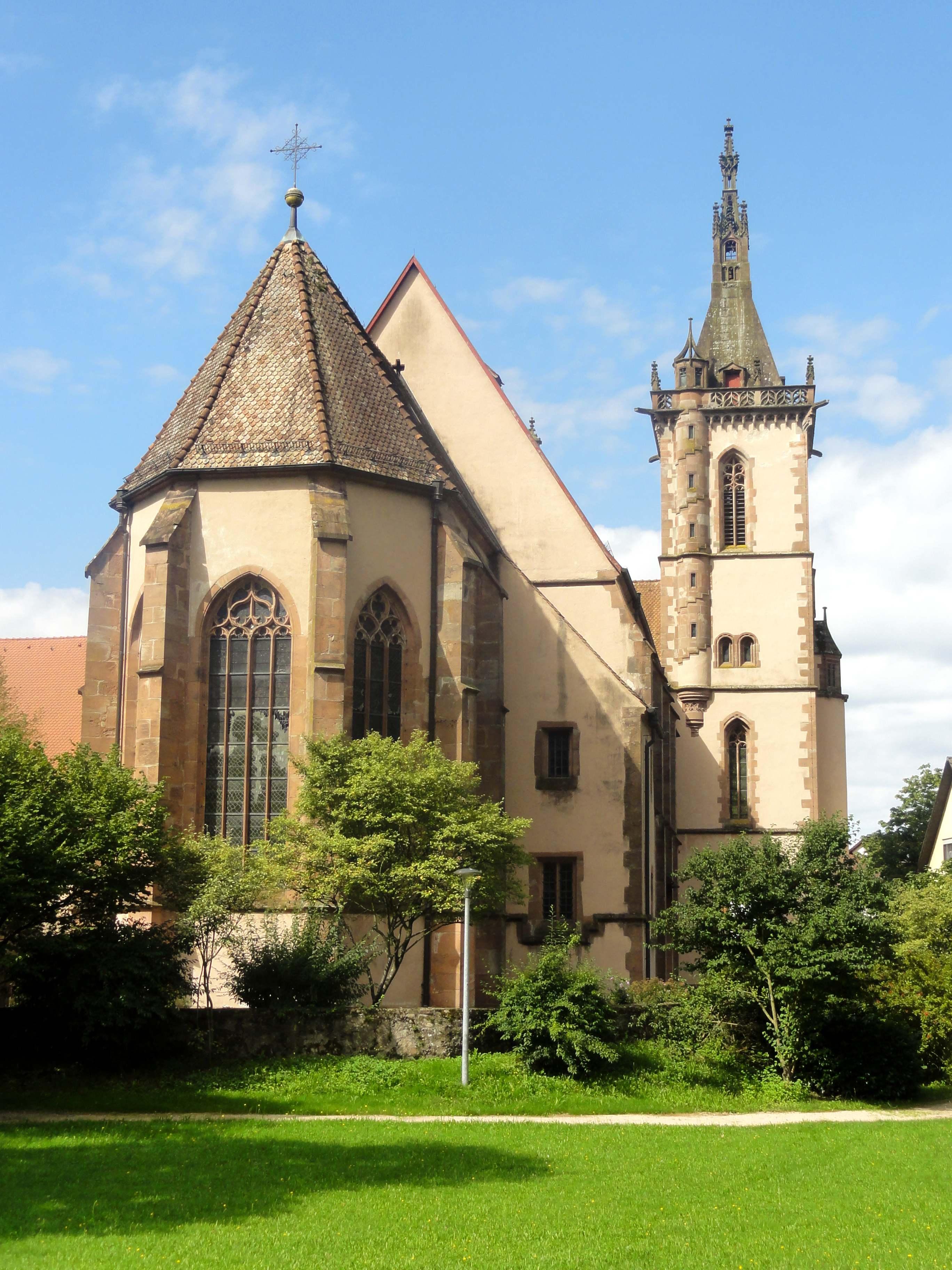
Ansicht von Nordosten

Die Wallfahrtskirche Mariä Krönung ist eine römisch-katholische Wallfahrts- und Pfarrkirche in Lautenbach im Ortenaukreis und ein bedeutendes Denkmal der süddeutschen Spätgotik. Die Wallfahrt zu einem wundertätigen Marienbild geht dort wohl auf das frühe 14. Jahrhundert zurück. Der Gebäudekomplex aus der 1471–1488 errichteten Wallfahrtskirche und dem daran anschließendem Gebäudeflügel einer unvollendet gebliebenen Klosteranlage, in das die Prämonstratenser-Chorherren von Kloster Allerheiligen aus dem benachbarten Lierbachtal umsiedeln wollten, ist weitgehend unverändert erhalten. In seltener Vollständigkeit haben auch Hochaltar (Mittelschrein 1483–1488; Seitenflügel 1506–1511), zwei weitere Altarretabel (1521; 1523), eine in den Kirchenraum eingebaute Gnadenkapelle (1483–1487), Lettner (1483–1488), Kanzel (1650), Chorgestühl (Ende 15. Jahrhundert), Westportal (vor 1488) und Glasfensterausstattung (1471–1492) mit nur geringen Verlusten und Änderungen an ihrem ursprünglichen Ort überdauert. Seit 1815 dient die Wallfahrtskirche zugleich als Pfarrkirche des Ortes und der anschließende Gebäudeflügel als Pfarrhaus.

## Vorgeschichte

### Ortsgeschichte
Die Geschichte der Kirche Mariä Krönung ist eng mit Kloster Allerheiligen verbunden, das an der Mündung des Lauterbach (= reiner Bach) genannten Rüstbachs in die Rench und in anderen Streusiedlungen des Renchtals Güter besaß. Die Chorherren betreuten zudem die Pfarreien Oberndorf und Oberkirch, zu denen der Weiler Lautenbach damals wechselweise gehörte. Mit der benachbarten Stadt Oberkirch war auch der Weiler Lautenbach 1303 durch Verkauf in den weltlichen Besitz des Hochstifts Straßburg gelangt. Der Grund und Boden, auf dem die Kirche steht, war zudem ebersteinisch-badisches Lehen, das an die bischöflich-straßburgischen Pfandherren zu Oberkirch, Junker von Schauenburg und Junker Georg von Bach, gelangt war, der Ende 1471 ein Lehen am Rüstenbach, dem Bauort der Kirche, erwarb.

### Anfänge der Wallfahrt (ab 1303)
Nach Darstellung des 1815 installierten ersten Pfarrers von Lautenbach, eines ehemaligen Kanonikers des 1802 aufgehobenen Klosters Allerheiligen, soll ein Hirte am Ort der heutigen Wallfahrtskirche in einem Baum bei einer Quelle ein wunderbares Singen gehört haben. In dem hohlen Baum sei dann eine Madonnenstatue gefunden worden, die zunächst vor dem Baum zur Verehrung aufgestellt worden sein soll. Wegen des Zustroms von Pilgern, der sich nach Gebetserhörungen einstellte, habe man dann um die Statue herum eine einfache hölzerne Kapelle errichtet.

### Vorgängerbau (2. Hälfte 14. Jahrhundert)
Der erste Pfarrer von Lautenbach notiert, die Vorgängerkapelle sei mit dem heutigen Kirchenschiff eingehaust und die heutige Gnadenkapelle 1483 nach deren Abriss über deren Grundmauern errichtet worden. Die alte Wallfahrtskapelle stand jedoch wahrscheinlich nicht dort, sondern wohl an der Nordseite des Chores, wo sich heute die zweijochige, zweigeschossige Sakristei befindet. Architekturelemente aus der zweiten Hälfte des 14. Jahrhunderts – Außenmauern, eine aufgemauerte Altarmensa sowie zwei später zugemauerte und verputzte romanischen Fensterbogen – legen nahe, dass sich dort die ältere kleine Wallfahrtskapelle befand, die in der heutigen Sakristei aufgegangen ist. Hieraus erklärt sich wohl auch, dass der Chor stark eingezogen und die Achse des Chores gegenüber der Achse des zuvor errichteten Langhauses zudem um etwa einen Meter nach Süden verschoben wurde. Die alte Kapelle und ihr konsekrierter Altar hätten sonst abgebrochen werden müssen, was die Wallfahrt beeinträchtigt hätte.

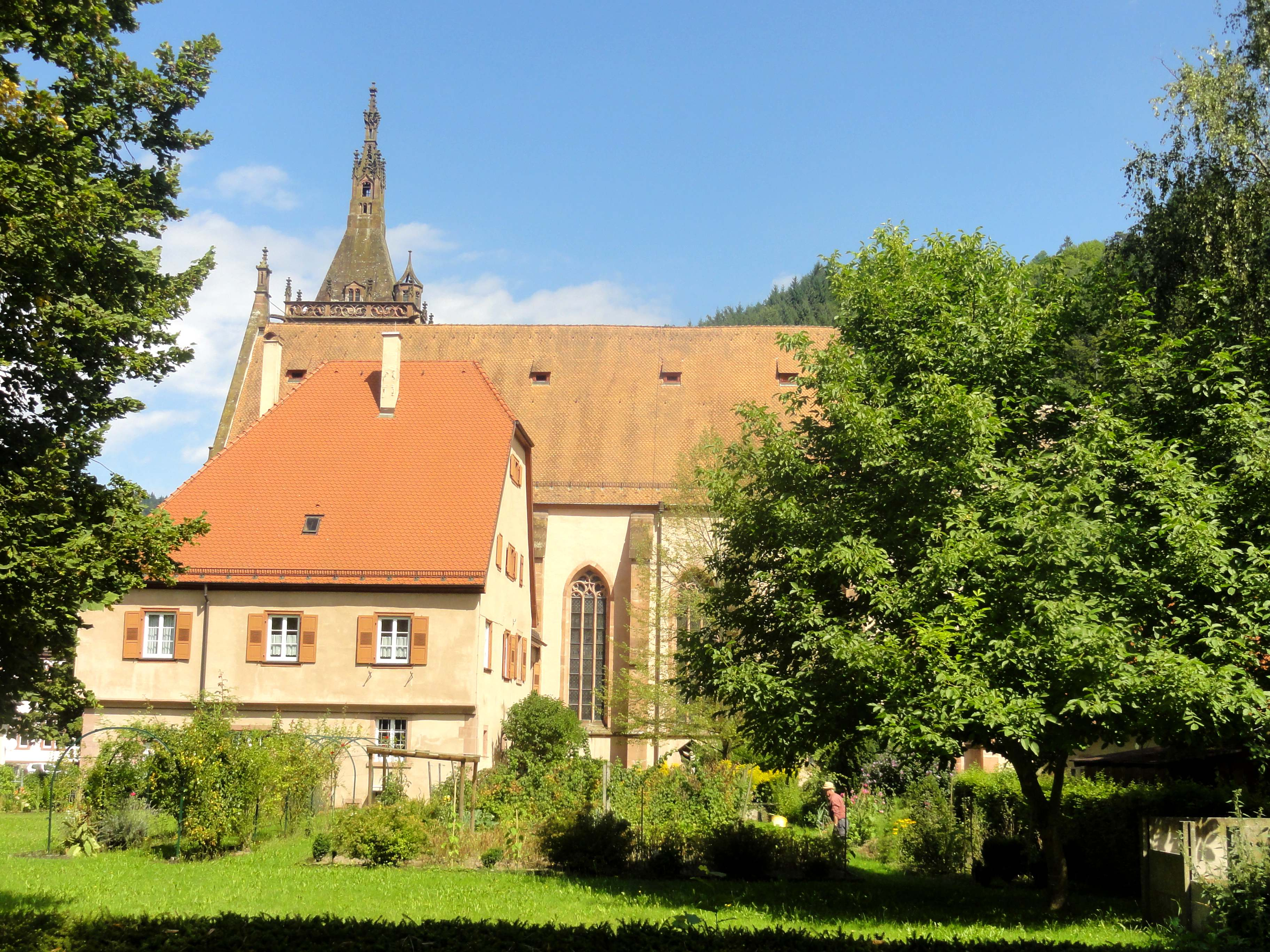
Ansicht von Süden mit Pfarrhaus
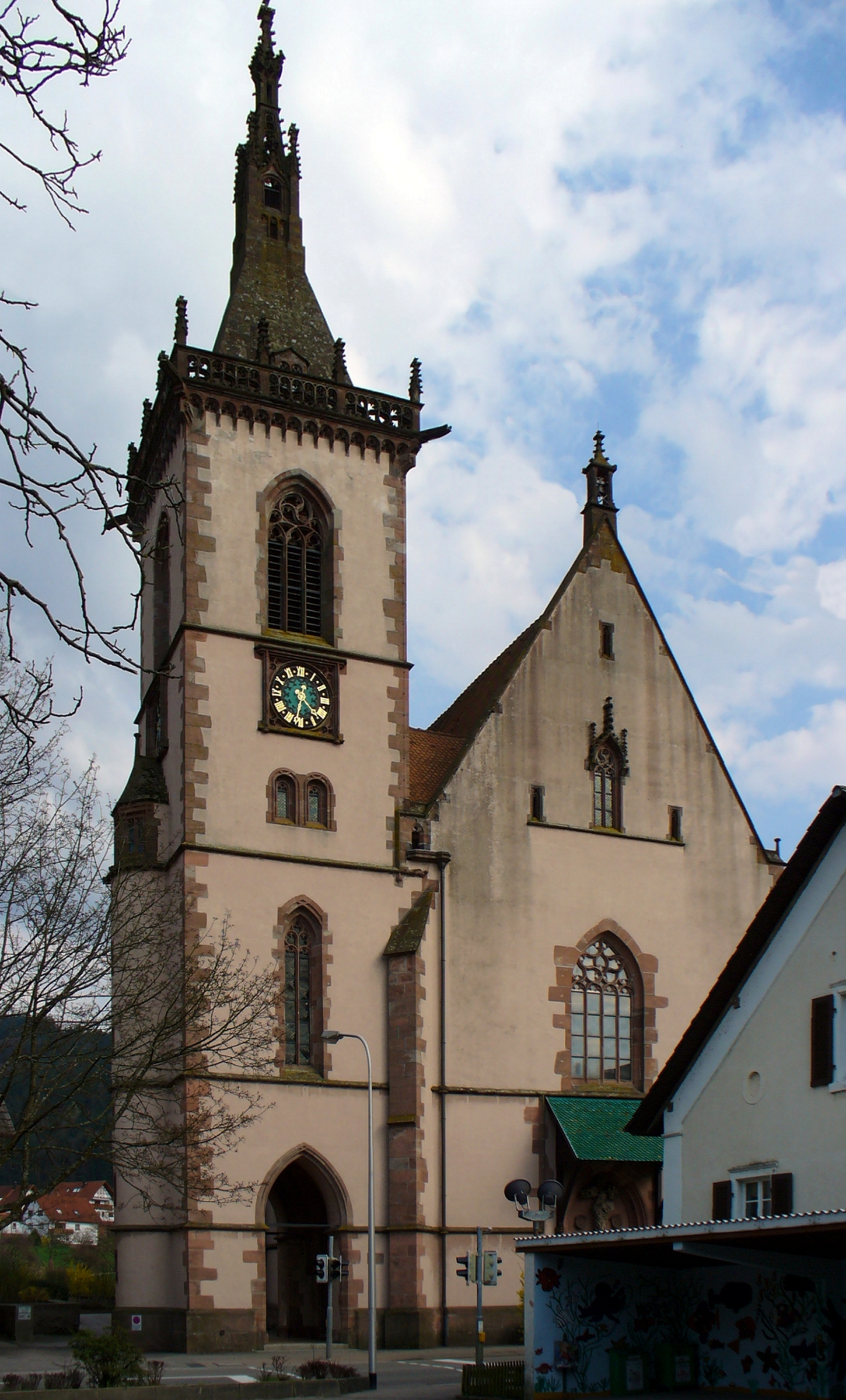
Ansicht von Westen

## Baugeschichte

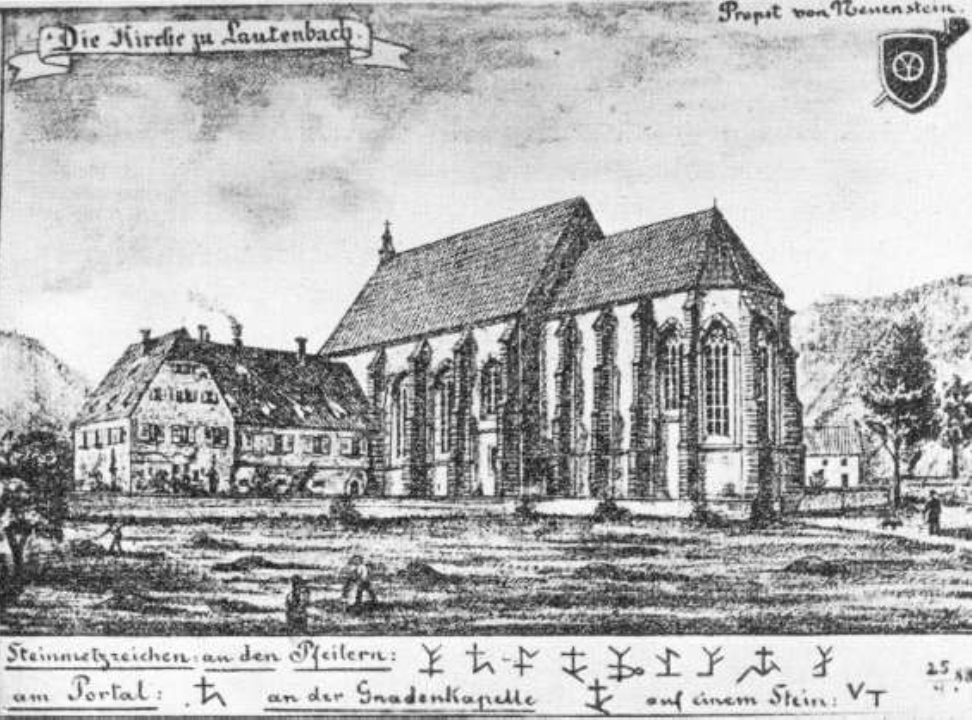
Ansicht von Südosten, 17. Jahrhundert

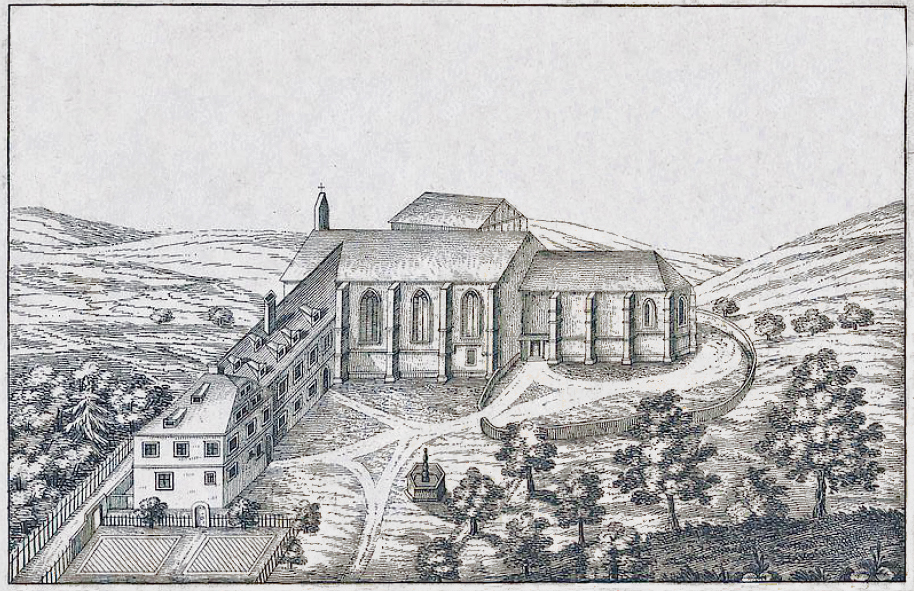
Ansicht von Süden, Radierung, 1830

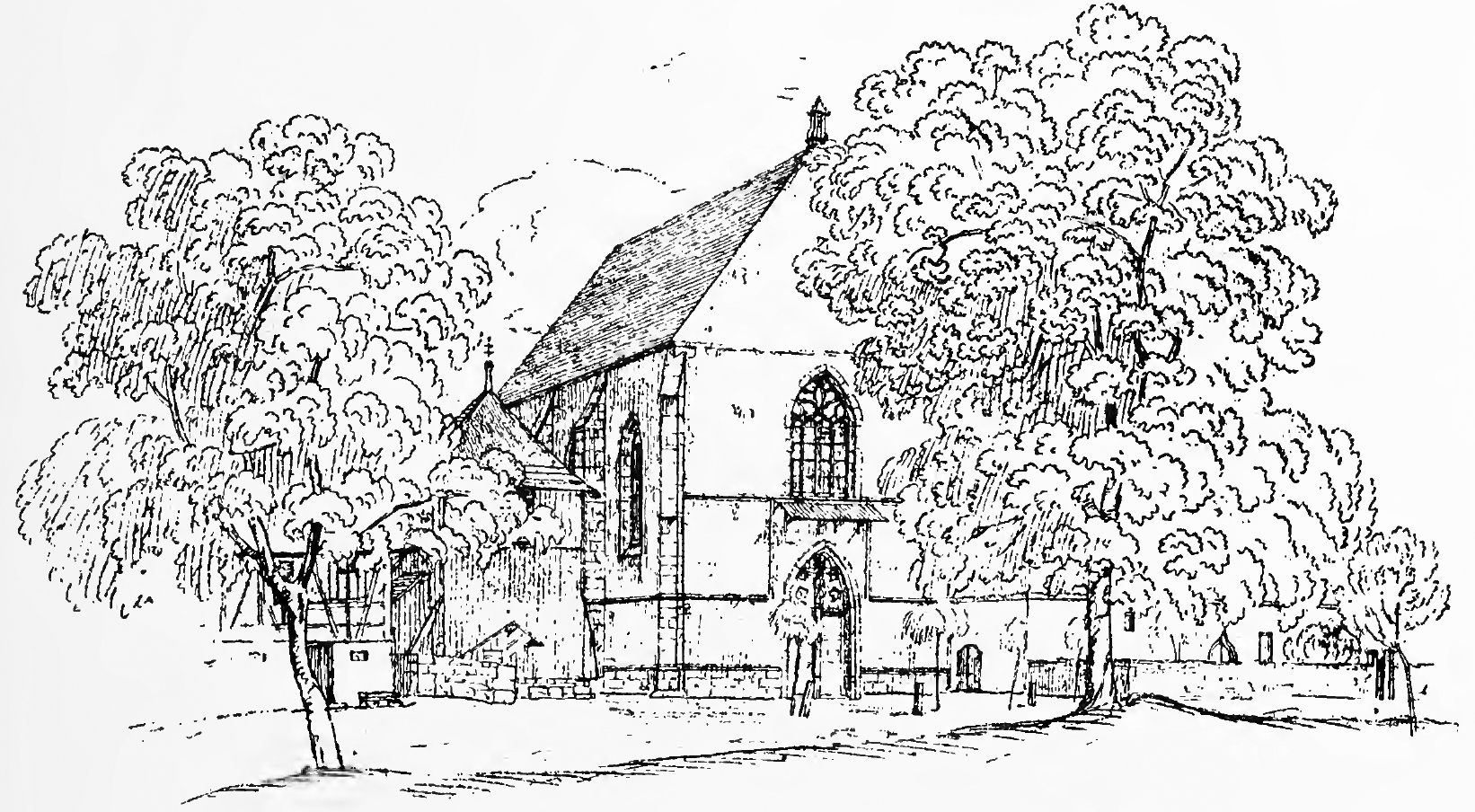
Ansicht von Westen vor 1895

### Klosterplanung (1470–1484)
Wenig glaubwürdig sind die Darstellung des ersten Pfarrers von Lautenbach, die Kanoniker des Klosters Allerheiligen hätten schon 1303 die Betreuung einer Marienwallfahrt in Lautenbach übernommen, und die Erläuterung in Wilhelm Gumppenbergs Atlas Marianus von 1672, ein Prämonstratenser-Abt habe die Wallfahrtskirche von Lautenbach schon 1320 errichtet, auf deren Hochaltar ein kunstvolles Gnadenbild der Madonna steht. Gesichert ist, dass die Chorherren nach einem Brand des Klosters Allerheiligen vom 13. April 1470 in der Nachbarschaft Lautenbachs auf den Gütern der Familie ihres Propstes Andreas Rohart von Neuenstein Unterkunft gefunden hatten und dass sie den Bau des Kirchengebäudes unterstützten. Lange beabsichtigten sie wohl, ihren Sitz dauerhaft aus dem abgeschiedenen und unwirtlichen Waldtal des Lierbachs im Schwarzwald in die klimatisch mildere und leicht zugängliche Landschaft des offenen Renchtales nach Lautenbach zu verlegen. Ein Einspruch derer von Schauenburg, deren Vorfahrin Uta von Schauenburg Kloster Allerheiligen mit Gründungsurkunde von 1195 oder 1196 gestiftet hatte und die dort ihre Grablege hatten, vereitelte die dauerhafte Umsiedlung des Konvents nach Lautenbach 1480 jedoch. Nach einem Konventsbeschluss wurde 1484 in einer Urkunde als Aufnahmebedingung für den Konvent ein Schwur festgelegt, niemals einer Verlegung des Klosters an irgendeinen anderen als den ursprünglichen Ort im Lierbachtal zuzustimmen. 1485 kehrten die Chorherren vollständig in ihr wiederhergestelltes Kloster Allerheiligen zurück. Die Überlegungen, hier ein Kloster zu etablieren, bestimmten allerdings auch das weitere Baugeschehen. So kann etwa der Chor der Lautenbacher Kirche kaum ohne den Zweck entstanden sein, als Mönchschor zahlreichen Kanonikern Platz zu bieten. Dass ein Gebäudeflügel rechtwinklig an die Südwand des Langhauses angebaut wurde und seinerseits rechtwinklig nach Osten abknickt in einen nicht weitergeführten Flügel, zielte wohl im selben Sinne darauf, bei Einrichtung eines Klosters als Vorderseite eines vierflügligen Klausurbaus mit Kreuzgang zu dienen.

### Finanzierung
Finanziert wurde der Bau zunächst aus Spenden lokaler Familien des mit dem Kloster Allerheiligen verbundenen niederen Adels der Ortenau, wie etwa der Junker von Bach, von Schauenburg und von Neuenstein sowie durch Almosen von Pilgern und Bürgern wie etwa dem Bäcker Konrad Wegstein. Hierbei wirkten offenbar eine starke lokale Frömmigkeit und Marienverehrung, die Funktion des Kirchenraums als repräsentative Grablege des lokalen niederen Adels und die Notwendigkeit zusammen, einen anwachsenden Pilgerstrom zu dem älteren Gnadenbild der Madonna zu bewältigen.
Schon vor 1480 war die Kirche Mariä Krönung in der Obhut des Bischofs von Straßburg, zu dessen Hochstift das Renchtal als weltlicher Besitz gehörte. Die Pflegschaft über die Kirche hatte der Bischof dem Propst des Chorherren-Konvents Allerheiligen übertragen, der die Gesamtleitung des Lautenbacher Bauprojekts wahrnahm und auch die Haupttitel ihrer Altäre bestimmte. Zur Finanzierung legte der Bischof 1480 fest, dass nach Vollendung des Baues ein Opferstock aufgestellt werden sollte, dessen Einnahmen für die Vollendung von Bau und Ausstattung und zum Unterhalt der dortigen Gottesdienste verwendet werden sollten. So wurde die Marienwallfahrt zu einer wichtigen Einnahmequelle des Klosters. 1491 erhielt die Lautenbacher Kapelle vom Straßburger Bischof zudem alle Güter und Rechte der vermögenden Frauenklause von Oberndorf bei Oberkirch, die der Bischof wegen des Vorwurfs mangelnder Klosterzucht auf Antrag des Klosters Allerheiligen aufgelöst hatte. Verbunden war damit die Verpflichtung, einmal wöchentlich Messe zu halten für den gesamten Ortenauer Adel und insbesondere für die Stifter der Klause. Seit 1488 stellte der Chorherren-Konvent Allerheiligen stets einen Kanoniker zur geistlichen Versorgung der Kirche durch eine Kaplanei.

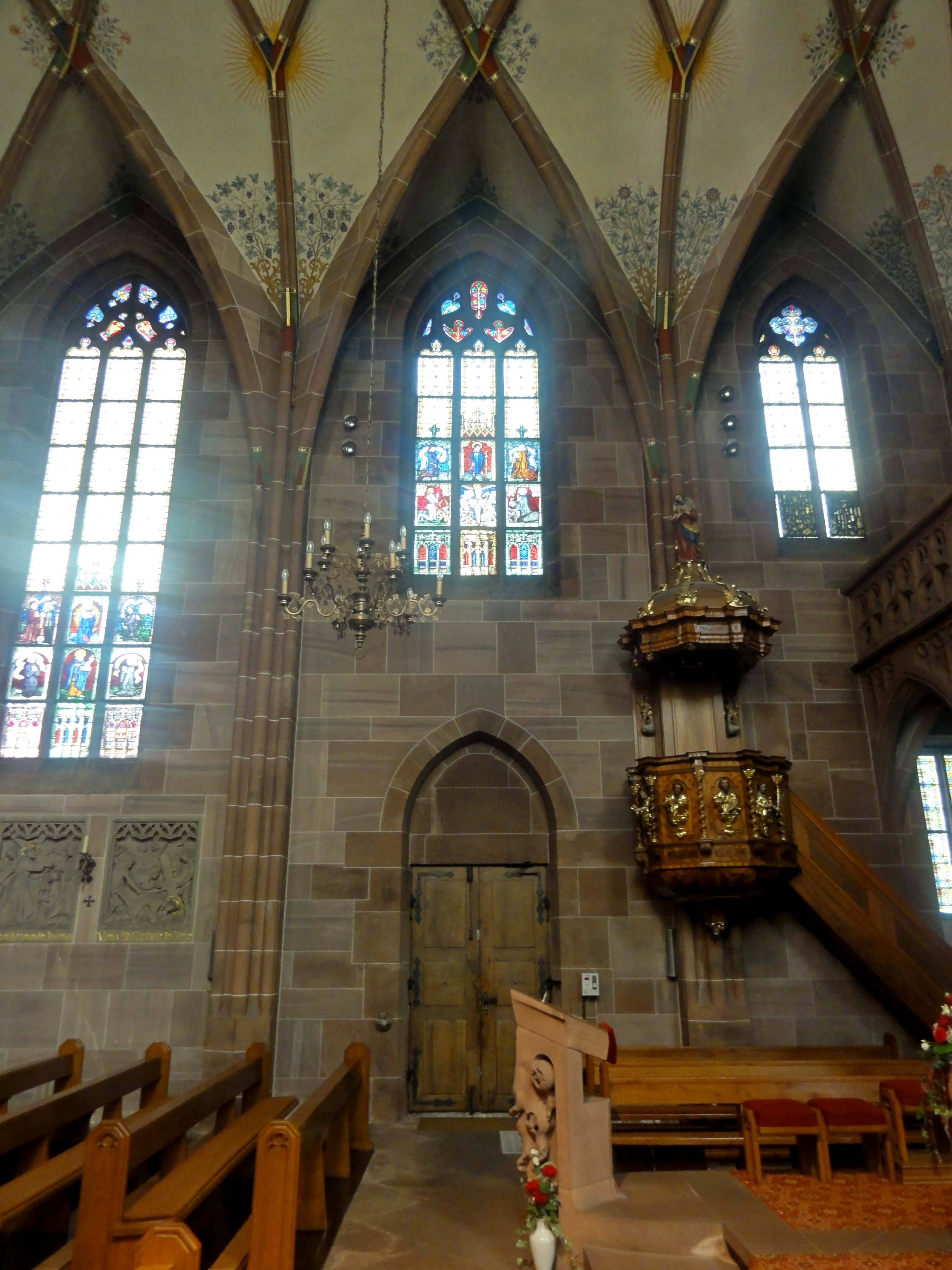
Langhaus, Nordwand, 3. bis 5. Joch

### Baubeginn (1471)
Laut einer Inschrift über dem Hauptportal begann der Bau der heutigen Wallfahrtskirche 1471. Wie eine Urkunde von 1526 berichtet, stifteten die Junker von Bach und von Schauenburg das Gelände und legten den Grundstein.

### Baufortschritt bis 1482
1482 hatte der straßburgische Baumeister Hans Hertwig von Bergzabern, der eine Wanderbauhütte unterhielt, den Bau noch nicht vollendet. Der Bau muss allerdings weit vorangeschritten gewesen sein, wie eine noch 1878 dokumentierte Inschrift mit dem Datum 1482 für die Fertigstellung der Glasmalerei im südwestlichen Fenster des Chores belegt.

### Weihe (1483)
1483 musste der Ausbau der Kirche und insbesondere des Chors soweit fortgeschritten sein, dass der Straßburger Bischof Albrecht von Pfalz-Mosbach die nach einer alten Überlieferung in diesem Jahr erfolgte Weihe der Kirche und der Mensa des Hochaltares zu Ehren Mariä Krönung, Johannes den Täufer und Johannes den Evangelisten vornehmen konnte. Die These, dass der Chor erst danach verlängert und in seiner langgestreckten Form erst 1492 fertiggestellt worden sein soll, ist wenig plausibel.

### Errichten der Gnadenkapelle (1483–1485)
Bei der Weihe der neuen Wallfahrtskirche hatte Bischof Albrecht 1483 die Errichtung einer „besonderen Kapelle“ als würdige Umgebung für einen besonders verehrten „schmerzhaften Altar“ angeregt. Auch wenn das hier wohl gemeinte Vesperbild dann nicht in der Gnadenkapelle, sondern im Altarschrein des linken Seitenaltars Platz fand, hat diese Empfehlung des Bischofs den Bau einer Gnadenkapelle doch offensichtlich angestoßen. Ausweislich einer Datumsangabe an einem ihrer Pfeiler wurde diese dann 1485 fertiggestellt. Da an Gnadenkapelle und Lettner zahlreiche andere Steinmetzzeichen vorkommen als im übrigen Gebäude, wurden diese Einbauten offensichtlich durch eine neue Gruppe von Bauleuten errichtet.

### Errichten des Lettners und Fertigstellen der gesamten Kirche (1483–1488)
Entsprechend der Datumsangabe auf dem Schlussstein des Arkadenbogens rechts vom Chordurchgang erfolgte die Fertigstellung des Lettners 1488. Wie die Fugen zwischen den Wänden und den späteren Einbauten zeigen, waren die Arbeiten am Langhaus vor 1485, dem Fertigstellungsdatum der Gnadenkapelle, und zumal vor 1488, dem Fertigstellungsdatum des Lettners, weitgehend abgeschlossen.

### Schlussweihe (1488)
1488 erfolgte die Schlussweihe der Kirche.

### Erweiterung nach Westen einschließlich Kirchturm (19. Jahrhundert)
1895–1898 verlängerte Max Meckel, der Erzbischöfliche Baudirektor des Erzbistums Freiburg, das Langhaus der Kirche für die Bedürfnisse der gewachsenen Pfarrgemeinde um zwei Joche nach Westen. Das Westportal von 1480 sowie Teile das alte Maßwerkfenster wurden dabei wiederverwendet. Statt des freistehenden eingeschossigen Glockenturms, der neben der Nordseite des Langhauses im 16. Jahrhundert provisorisch errichtet worden war, wurde damals zudem der nördlich herausgerückte, mit der neuen Fassade bündig abschließende viergeschossige Kirchturm mit Durchfahrt errichtet. In den neuen Kirchturm wurden aus dem Vorgängerbau drei auf 1590, 1700 und 1781 datierte Kirchenglocke übernommen.

### Gebäudeflügel einer unvollendet gebliebenen Klosteranlage
Zwischen dem ersten und zweiten Strebepfeiler des damaligen Langhauses wurde an die Südwand ein zweigeschossiger Gebäudeflügel aus verputztem Bruchsteinmauerwerk und roten Sandsteingewänden mit aufgewalmtem Satteldach erbaut. Dienen sollte das Gebäude offensichtlich als Vorderseite eines zunächst beabsichtigten, aber nicht fortgeführten vierflügligen Klausurbaus für eine Umsiedlung der Chorherren von Kloster Allerheiligen. Schon ab 1490 wurde dieser Gebäudeflügel als Pilgerherberge (Hospitium) genutzt. Insbesondere nach dem erneuten Brand von Kloster Allerheiligen 1555 sowie ab 1803 nach der Aufhebung des nahen Klosters Allerheiligen durch die Säkularisation, aber auch in anderen Phasen boten die Kirche und das angrenzende Gebäude zudem den Chorherren von Allerheiligen zumindest zeitweise Unterkunft. Seit 1815 dient das Gebäude als Pfarrhaus.

### Marienbrunnen (17. Jahrhundert)
Der Wallfahrtsbezirk war von einer Mauer befriedet, innerhalb dessen der Besuch des im 17. Jahrhundert oder vielleicht doch schon Ende des 14. Jahrhunderts im heutigen Pfarrhof errichteten Wallfahrtsbrunnens mit Mariensäule zur Wallfahrt gehörte.
Ensemble und Ausstattung der Kirche haben die Jahrhunderte und die mehrfache Verwüstung des Renchtales – im Bauernkrieg, im Dreißigjährigen Krieg, 1689 im Pfälzischen Erbfolgekrieg durch die Truppen Ludwig XIV. sowie in der Franzosenzeit – weitgehend unbeschädigt überstanden.

## Baubeschreibung

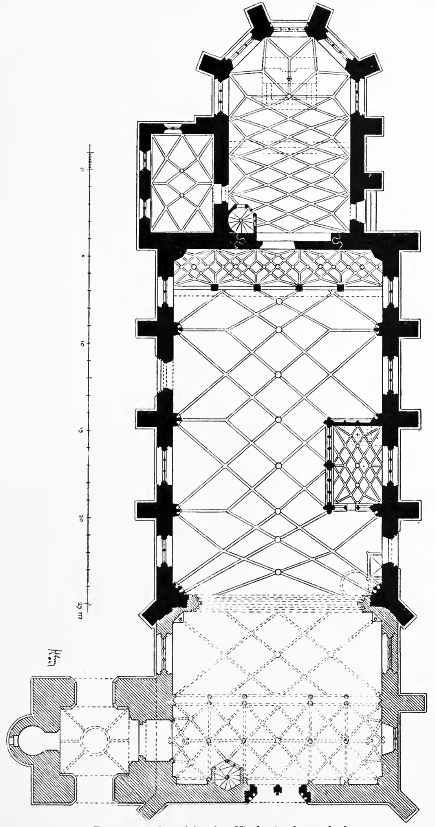
Grundriss

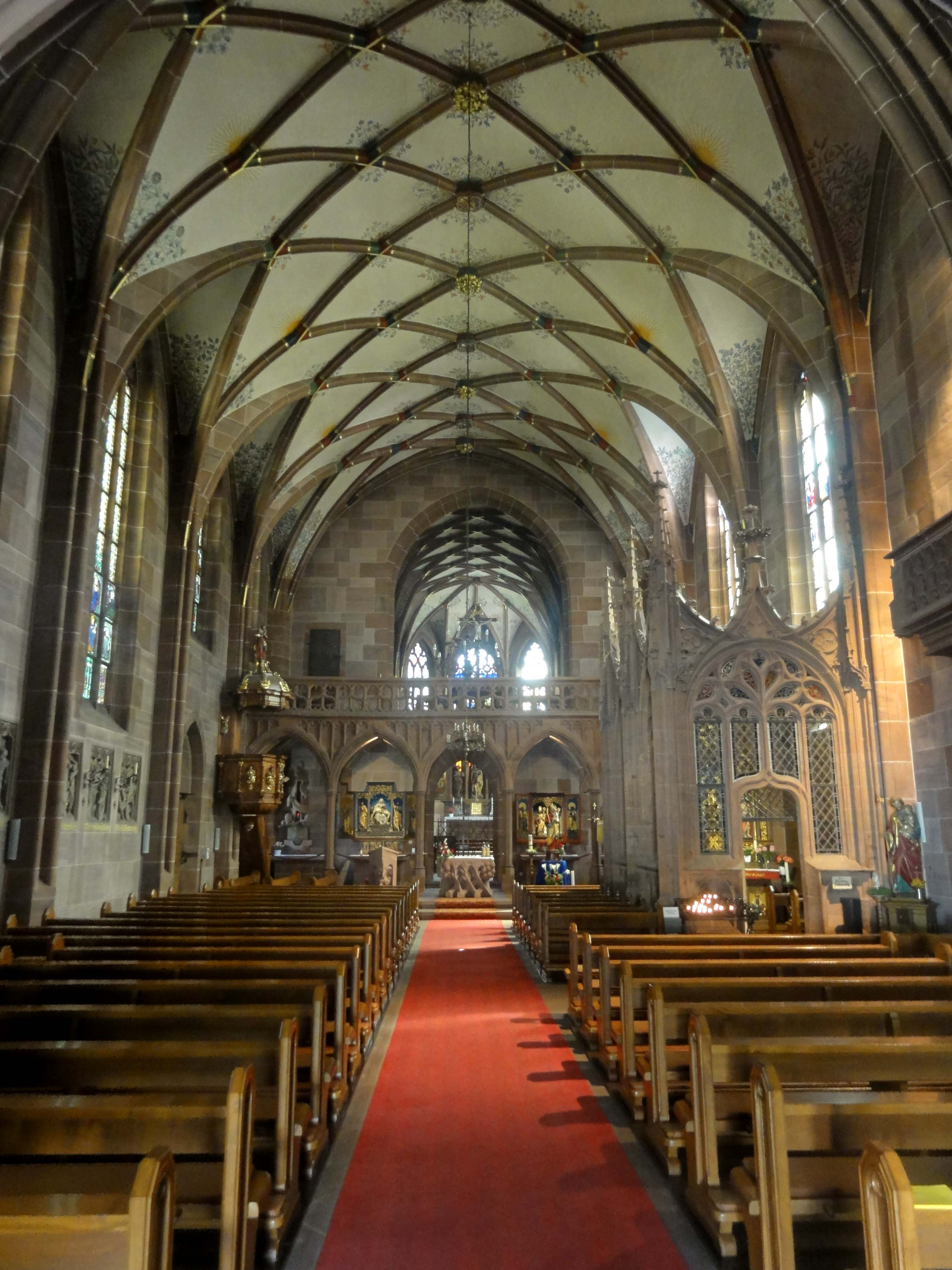
Langhaus, Blick nach Osten
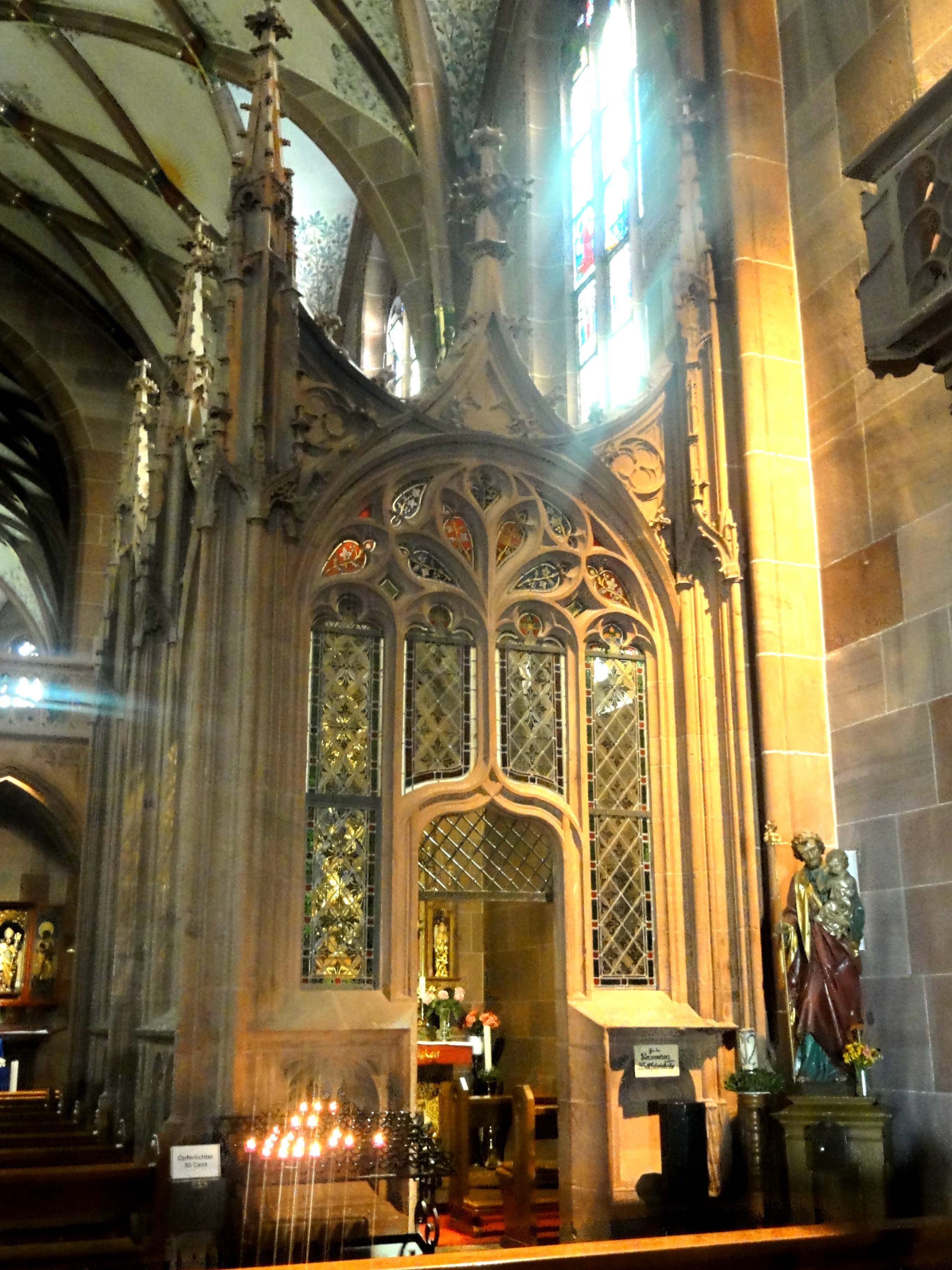
Gnadenkapelle
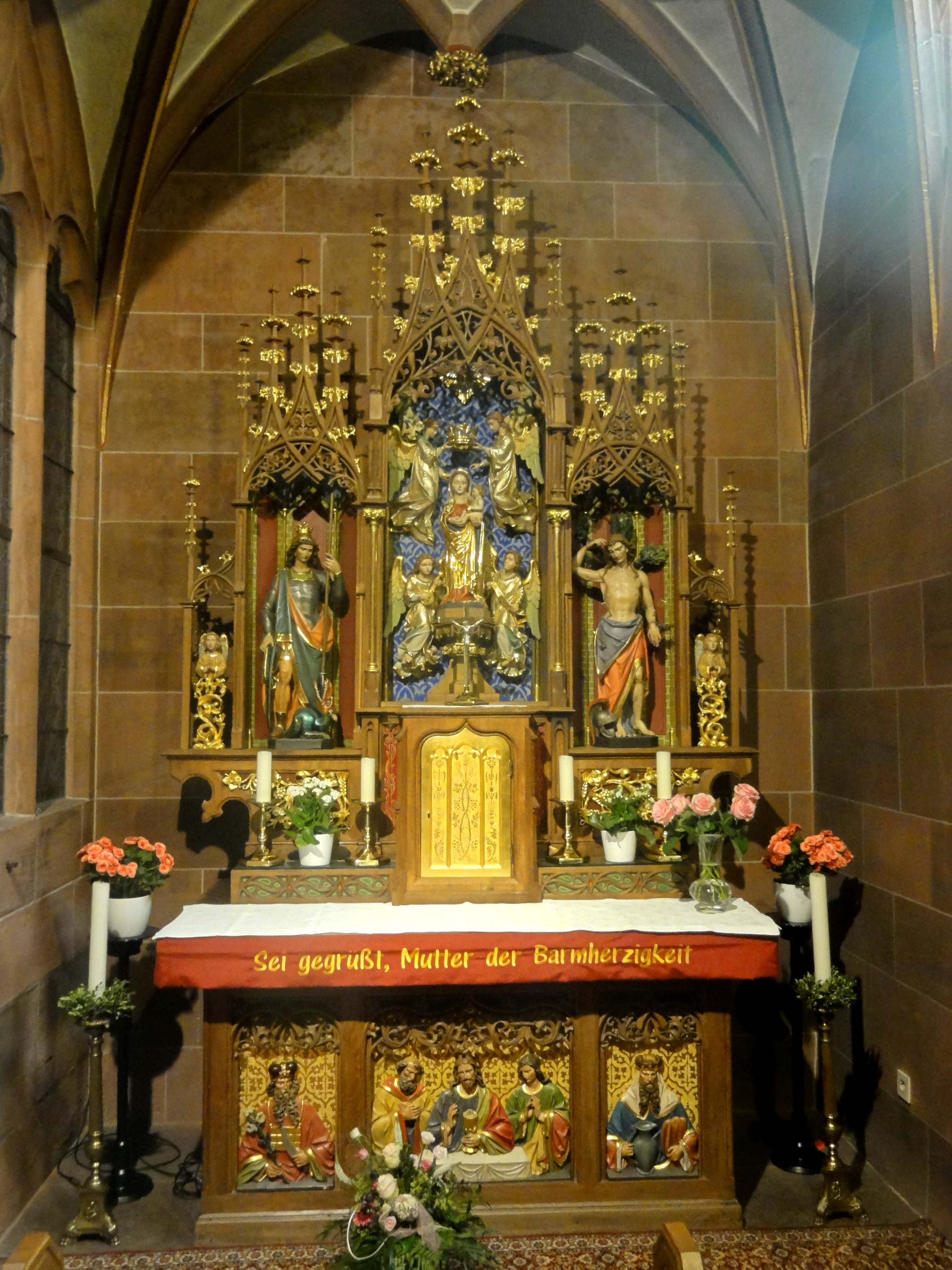
Gnadenaltar

### Langhaus (1471–1483; 1895–1898)
Wie vergleichbare regionale Bauten wurde Mariä Krönung in rotem Sandstein aus der Umgegend und verputztem Bruchsteinmauerwerk errichtet. Das saalartige Langhaus des einschiffigen Kirchengebäudes war ursprünglich vierjochig und wurde 1895–1898 nach Westen um zwei Joche erweitert.

### Chor (1483–1492)
Hinter einem gewaltigen spitzbogigen Gurtbogen befindet sich der stark eingezogene, langgestreckte Chor, der aus einem fast quadratischen Chorrechteck und einer polygonalen Apsis mit 5/8-Schluss besteht. Die Achse des Chores ist gegenüber der Achse des Langhauses um etwa einen Meter nach Süden verschoben. Nördlich schließt die Sakristei an den Chor an. An der Südwand des Chors befindet sich eine Kredenznische, in der Messkännchen mit Wasser und Wein während der Heiligen Messe abgestellt wurden.

### Wände und Gewölbe (1471–1492)
Außen nehmen Strebepfeiler die Scherkräfte von Gewölbe und Dachstuhl auf. Um das gesamte Gebäude herum verläuft unter großen spitzbogigen Fenstern ein um die Strebepfeiler verkröpftes Sohlbankgesims. Innen gliedern die Wand im Langhaus einfache Halbpfeiler, die in tiefen Hohlkehlen und Rundstäben profiliert sind. Diese gehen in die mit flacher Hohlkehlung profilierten Gewölberippen des unregelmäßigen spätgotischen Netzgewölbes über. Im Chor ruhen die Rippen auf polygonalen Konsolen.

### Fenster (1471–1488)
Die Spitzbogenfenster des Kirchenraums sind durch flamboyantes Maßwerk gegliedert. Das Westfenster und das Chorscheitelfenster sind dreipfostig. Die übrigen vier Fenster des Chores sind zweipfostig. Zwei einpfostige und zwei zweipfostige Fenster durchbrechen die Nordwand des Langhauses. An der Südwand fällt ein Fenster wegen des Anbaus weg. Die meisten dieser Fenster sind siebenzeilig. Unter der Lettnerempore gibt es an der Nord- und an der Südwand der Kirche jeweils ein kleines geradsturziges Fenster.

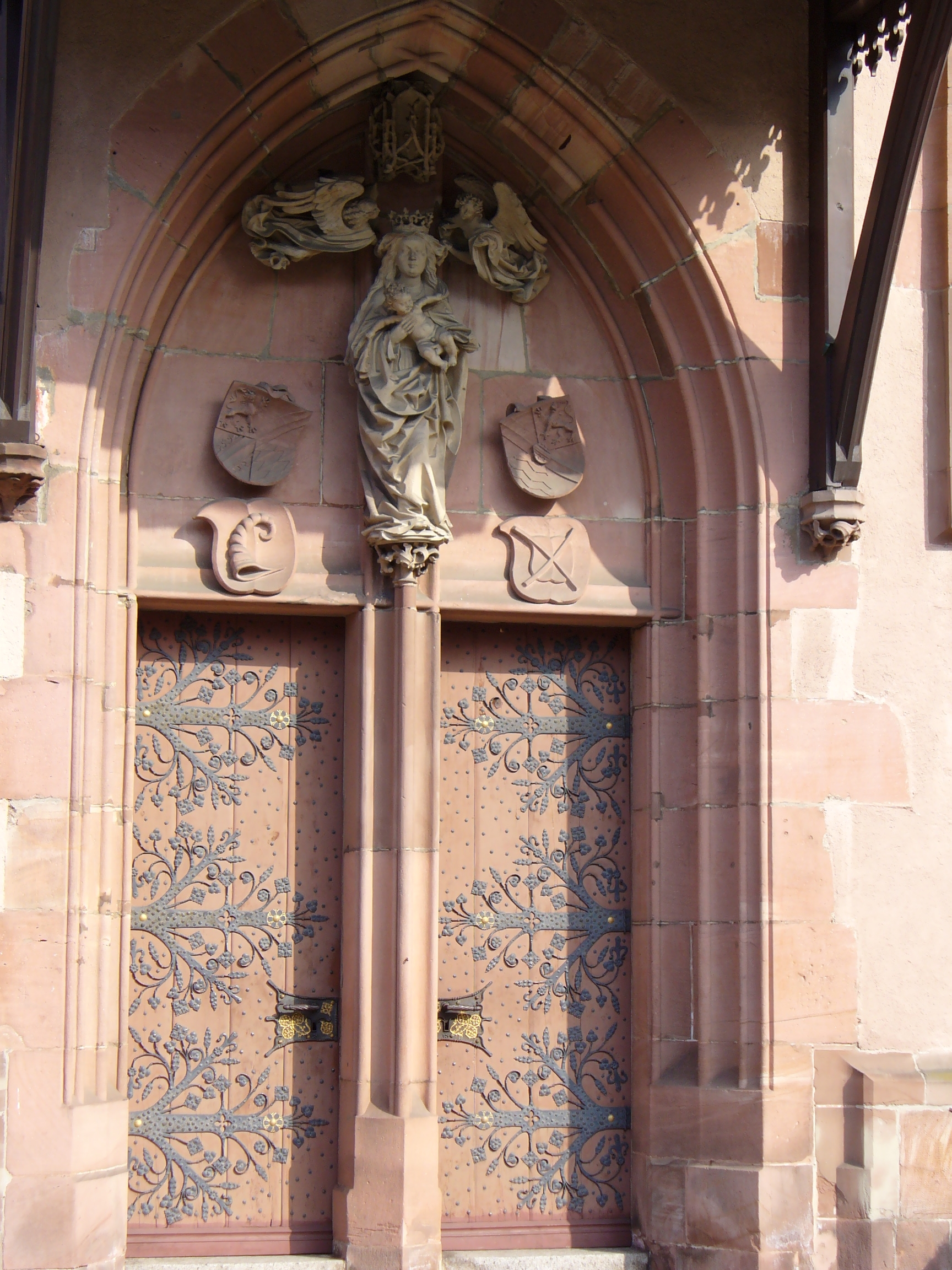
Westportal, im Tympanon: Madonna aus weißem Sandstein, Stifterwappen, um 1480, 1895–1898 hierhin versetzt.

### Fassade und Portale (1471–1525)
Hohlkehlen und Wülste profilieren die Gewände des spitzbogigen Westportals, das bei der Erweiterung des Langhauses wiederverwendet wurde. Sturz und Tympanon stützt ein Trumeaupfeiler. Dessen mittlerer Wulst greift auf das Tympanon über und endigt dort in einem Laubkapitell, das einer Trumeaufigur als Postament dient. Das ebenfalls wiederverwendete große dreipfostige Spitzbogenfenster darüber weist flamboyantes Maßwerk auf. Das hölzerne Vordach über dem Westportal wurde damals erneuert. Beim Umbau des 19. Jahrhunderts wurde ein von drei Fialen geschmücktes zweibahniges Giebelfenster eingefügt. Der kleine Dachreiter mit Glöckchen, der den einfachen Giebel der Fassade bekrönte, wurde nun dagegen weggelassen.

Von Norden aus betrat man das Langhaus durch spitzbogige Türen im ersten oder im fünften Joch. Zwischen dem ersten und dem zweiten Chorjoch verbindet eine geradsturzige Tür in der Nordwand Kirche und Sakristei. Vom ersten Chorjoch aus führt an der Südwand ein Portal mit Kielbogen in den heutigen Pfarrgarten. Das Langhaus verbindet heute eine geradsturzige Tür im dritten Joch mit dem angrenzenden Gebäudeflügel. Bis 1897 führte hier eine Wendeltreppe auf eine hölzerne Empore, die durch eine Tür mit dem Oberstock des angrenzenden Gebäudeflügels verbunden war. Das alte Gewände dieses Durchgangs ist heute für eine Fensteröffnung neben dem Hauptportal des Gebäudeflügels vermauert und trägt die Jahreszahl 1525. 

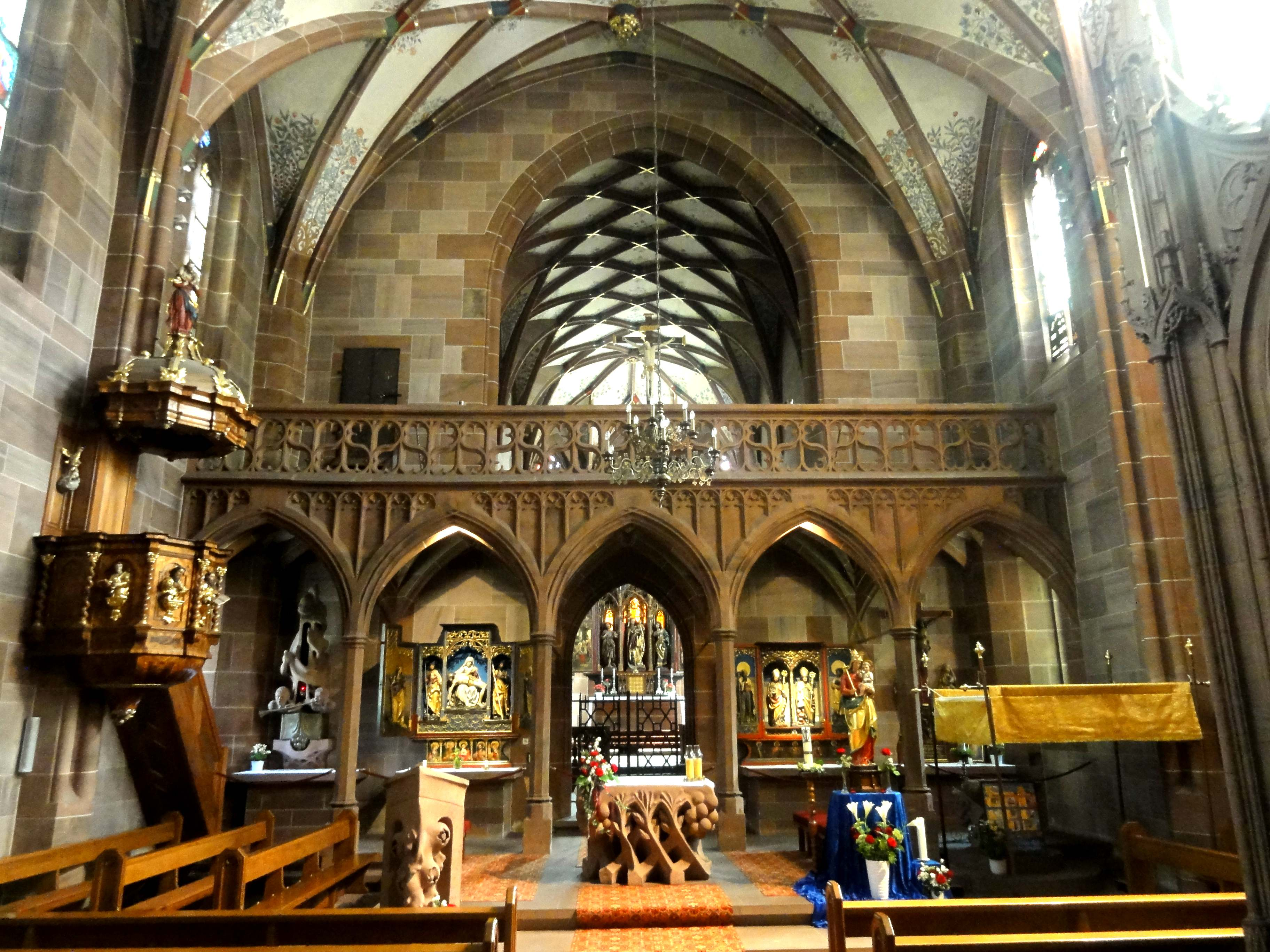
Langhaus mit Lettner, Blick nach Osten

### Lettner (1483–1488)
Über die gesamte Breite des Langhauses spannt sich vor dem Chorraum der fünfachsige Lettner. Zwischen den Spitzbögen seiner Arkaden beleben Kleeblattblendbögen die Arkadenzwickel. Schlanke achteckige Pfeiler tragen die Arkaden, deren Archivolten mit sich schneidenden Stäben profiliert sind. Links und rechts des spitzbogigen Chorportals bietet die von einem Netzgewölbe gedeckte Lettnerhalle vier kapellenartige Räume für Altäre. Nach Schließung der in der Mitte ursprünglich angebrachten Holztüre des Portals stand der Chorraum dem Chorherren-Konvent als abgeschlossener Raum etwa für das Stundengebet zur Verfügung.
An der nördlichen Chorwand ist über eine steinerne Wendeltreppe mit Stabgehäuse und einer Tür in Kielbogenform die Emporenplattform zugänglich, die Balustraden mit Fischblasenmaßwerk zu Langhaus und Chor hin abschließen. Auf der Lettnerempore fanden früher auch Orgel und Chorsänger Platz. Auch dieser Raum wird an Hochfesten liturgisch genutzt.

### Gnadenkapelle (1483–1485)
An der Südwand ist die baldachinartige Gnadenkapelle mit dem wundertätigen Gnadenbild in höchst origineller Weise in das Langhaus eingestellt. Zum Langhaus hin öffnet sich die Gnadenkapelle an der Nord- und Westseite zwischen schlanken Pfeilern in weiten rundbogigen Fenstern. Aus hohen gerauteten oder geriefelten Basen wachsen die durch Hohlkehlen und Rundstäbchen filigran gegliederten Pfeiler empor und laufen nach oben in üppig ornamentierte Fialen aus. Über einem Sockel mit kleeblattförmigen Blendbögen öffnen die Fenster den Raum zwischen den Pfeilern vollständig. Im Westen schafft ein flacher Kielbogen Zugang in die Kapelle. Das an dieser Seite vierbahnige und an der Längsseite im Norden dreibahnige Fischblasenmaßwerk leitet über zu den darüber aufragenden Wimpergen, die aus Kielbögen mit Kreuzblume und nach oben offenen durchschneidenden Bögen kunstvoll gebildet sind. Der Reichtum des Formenrepertoires, den Dreipässe in den Zwickeln und Krabben auf Bögen und Fialen noch steigern, hebt die Gnadenkapelle im gesamten Kirchenraum heraus. Eingebunden bleibt diese Formenvielfalt dabei zugleich in einen klaren, einheitlichen architektonischen Aufbau. Das Netzgewölbe der Kapelle entspringt direkt aus der Wand. An der Südwand ist erhellt die Kapelle aus einem Fenster der Südwand des Langhauses direktes Licht, dessen Sohlbank weit unter das Gewölbe reicht.
Die Kirche enthält gleichsam vier Kirchen unter einem Dach: Den Hauptkirchenraum als Begräbniskirche des lokalen niederen Adels, die Gnadenkapelle, den durch den Lettner abgetrennten und verschließbaren Chorraum des Prämonstratenser-Konvents sowie die im Erweiterungsbau im Westen besonders berücksichtigte Pfarrkirche.

## Ausstattung

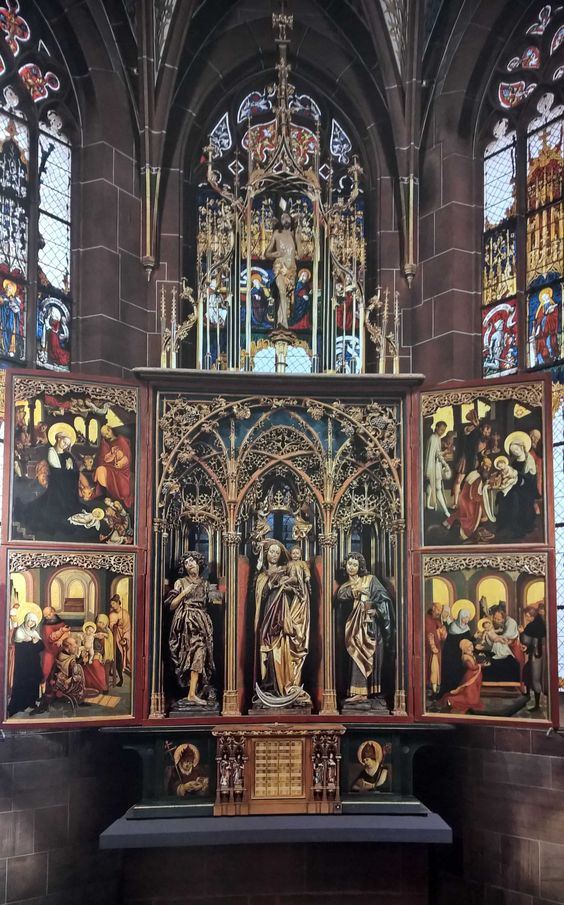
Hochaltar (die Gemälde der Seitenflügel je 1,60 × 1,20 m)

### Hochaltar (Skulptur 1483–1488, Malerei 1506–1511)
Im Chorraum erhebt sich auf dem 1488 geweihten Hochaltar ein dreiteiliger Flügelaltar. Auftraggeber des geschnitzten Mittelteils war Johannes Magistri, 1477–1492 Propst von Kloster Allerheiligen. Wie das Wappen zu Füßen der Stifterfigur auf der Tafel der Geburt Mariens und seine Lebensdaten nahelegen, war er wohl auch an der Stiftung und Beauftragung der Seitenflügel beteiligt. Auch im Chorscheitelfenster von 1488 ist er als Stifter zu sehen.
Die Stifterfigur auf der Geburt Mariens erhielt dagegen die Porträtzüge des Petrus Burkardi, 1492–1514 Propst von Kloster Allerheiligen, der den Hochaltar „fassen und vergolden ließ“ und als Nachlaßwalter Magistris auch dessen Wappen anbringen ließ. Altarschrein und Auszug müssen passend hierzu zwischen 1483 und 1488 und die Seitenflügel zwischen 1506 und 1511 entstanden sein, wobei die Außenflügel früher sein müssen als die stilistisch aktuelleren Innenflügeln.
In geöffnetem Zustand zeigt der Mittelschrein drei nahezu lebensgroße, in Gold und Silber gefasste Standbilder der Kirchenpatronen, die ein als Meister des Lautenbacher Hochaltars bezeichneter Straßburger Bildschnitzer 1483–1488 aus Lindenholz schuf. Dargestellt ist die von herbeischwebenden Engeln gekrönte Mondsichelmadonna mit dem Jesuskind (Mitte) zwischen Johannes dem Täufer – in dessen Haupt das Reliquiengrab des Kirchenpatrons –  zu ihrer Rechten und Johannes dem Evangelisten zu ihrer Linken. Die Statuen stehen in drei Chörleinnischen vor der ältesten durchfensterten Altarrückwand. Über ihnen spannt sich eine in drei Raumschichten hintereinander angelegten detailreich geschnitzten Darstellung eines spätgotischen Netzgewölbes aus reichem vergoldetem Rankwerk. Weinranken und -trauben versprechen hier die Früchte von Inkarnation, Passion, Auferstehung und Eucharistie.
Die Seitenflügeln des Retabels zeigen die 1506–1511 mit Temperamalerei entstandenen Tafelbilder eines ebenfalls als Meister des Lautenbacher Hochaltars bezeichneten Malers, der sichtlich an Martin Schongauer geschult war und um 1504/1505 Albrecht Dürers Werkstatt angehört haben muss. Zu sehen sind Szenen aus dem Leben Jesu: Die Anbetung der Hirten (links oben), die Anbetung der Könige (rechts oben), die Beschneidung Christi (links unten) und die Darbringung im Tempel (rechts unten). In geschlossenem Zustand sieht man der Geburt Christi vorausgegangene Szenen des Marienlebens: Die Geburt Mariens (links oben, mit Petrus Burkardi, Probst von Allerheiligen, als Stifter), die Verkündigung an Maria (rechts oben, mit der Stifterfigur des Heinrich Fehl, Konventuale und später Probst von Allerheiligen), die Heimsuchung Mariens (links unten) und der Marientod (rechts unten). Das auf der Schauseite geschnitzte und auf der Außenseite in die Vergoldung geprägte Rankwerk am oberen Rand der Tafeln greift die Rankenornamentik des Altarschreins auf, wurde aber möglicherweise erst später angebracht. Die Gemälde nutzen die insbesondere kurz zuvor von Dürer entwickelten damals modernsten Mittel der deutschen Tafelmalerei – realistische Naturarstellung, akzentuierte Typendarstellung, körperhafte Figurengestaltung, Proportioniertheit, linearperspektivische Bildargumentation, bildgeometrische und farbkompositorische Harmonisierung, Einsatz von Lichteffekten, flüssigem Farbauftrag – richtet diese aber zur Perfektionierung der religiösen Funktionen des Sakralbildes ganz auf didaktische (bildrhetorisch wirksame Demonstration der Heilsgeschichte), sakramentale (Bezugnahmen auf Messgeschehen), devotionelle (devotio moderna) und liturgische (und liturgisches Jahr) Funktionen aus und unterstellt sie in ihrer Verinnerlichung, Ruhe und etwa durch den archaisierenden Goldgrund intensivierten Sakralität dem Sanftmutsideal und der Einfühlsamkeit der prämonstratenischen Mystik.
Über dem Retabel schwebt in einem leichten, graziös bis in das Gewölbe reichenden Gesprenge eine geschnitzte Skulptur des auferstandenen Christus. Als Schmerzensmann und Quell des Lebens weist der Auferstandene seine Seitenwunde vor. Abgestimmt auf die Glasmalerei des Chorscheitelfensters schreitet er zwischen der Darstellung der Inkarnation Christi und der Heimsuchung Mariens aus dem Licht auf die Betrachter zu. Unter dem Flügelaltar bietet eine Predella halbfigurige Darstellungen der hll. Kirchenväter Gregor (links) und Ambrosius (rechts). Ein 1794 hinzugefügter Tabernakel verdrängte wohl die Darstellung der beiden weiteren hll. lateinischen Kirchenväter Hieronymus und Augustinus. Seit 1910–1911 ersetzt ihn der heutige Tabernakel.

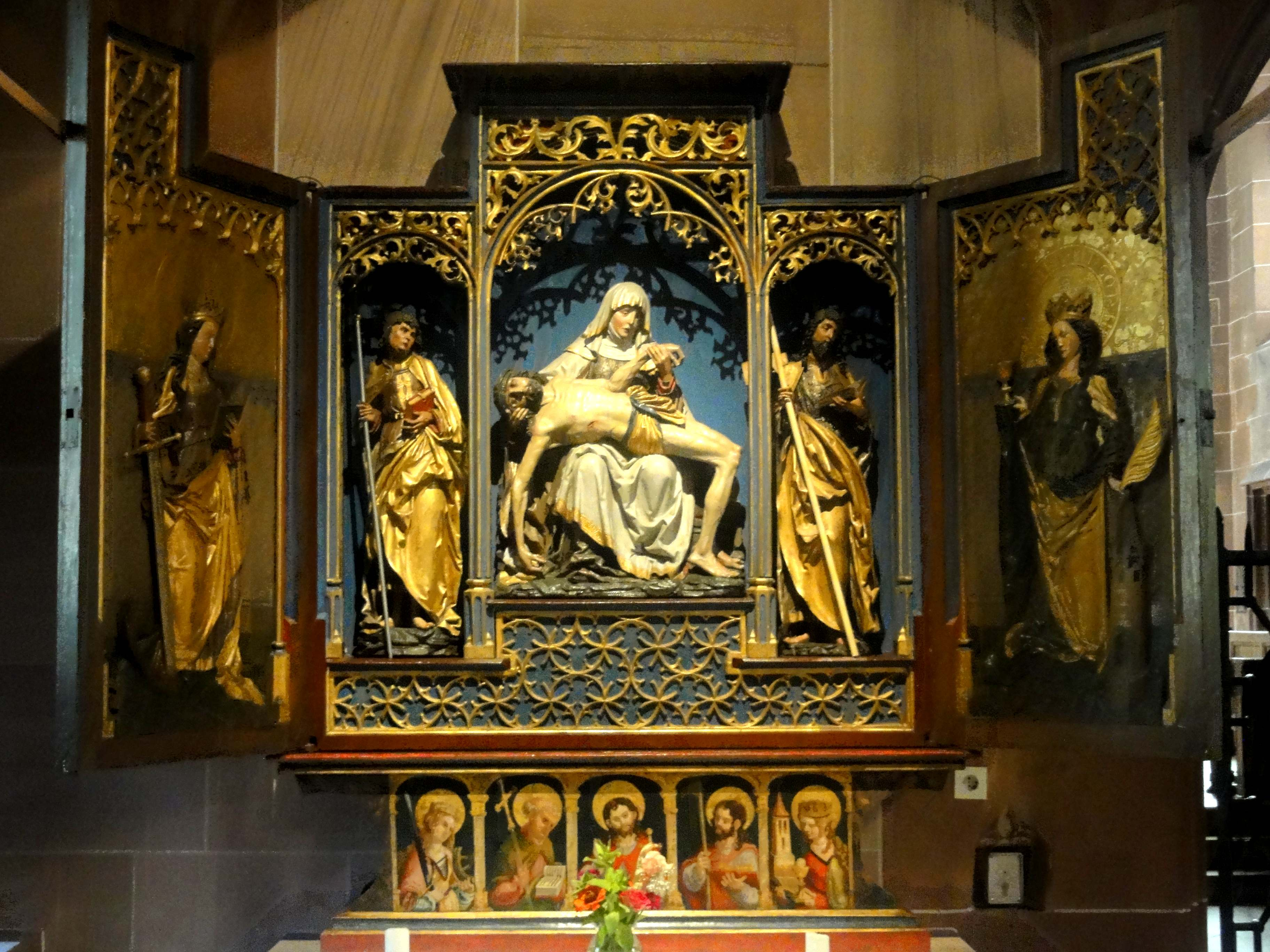
Linker Seitenaltar, 1483, 1521
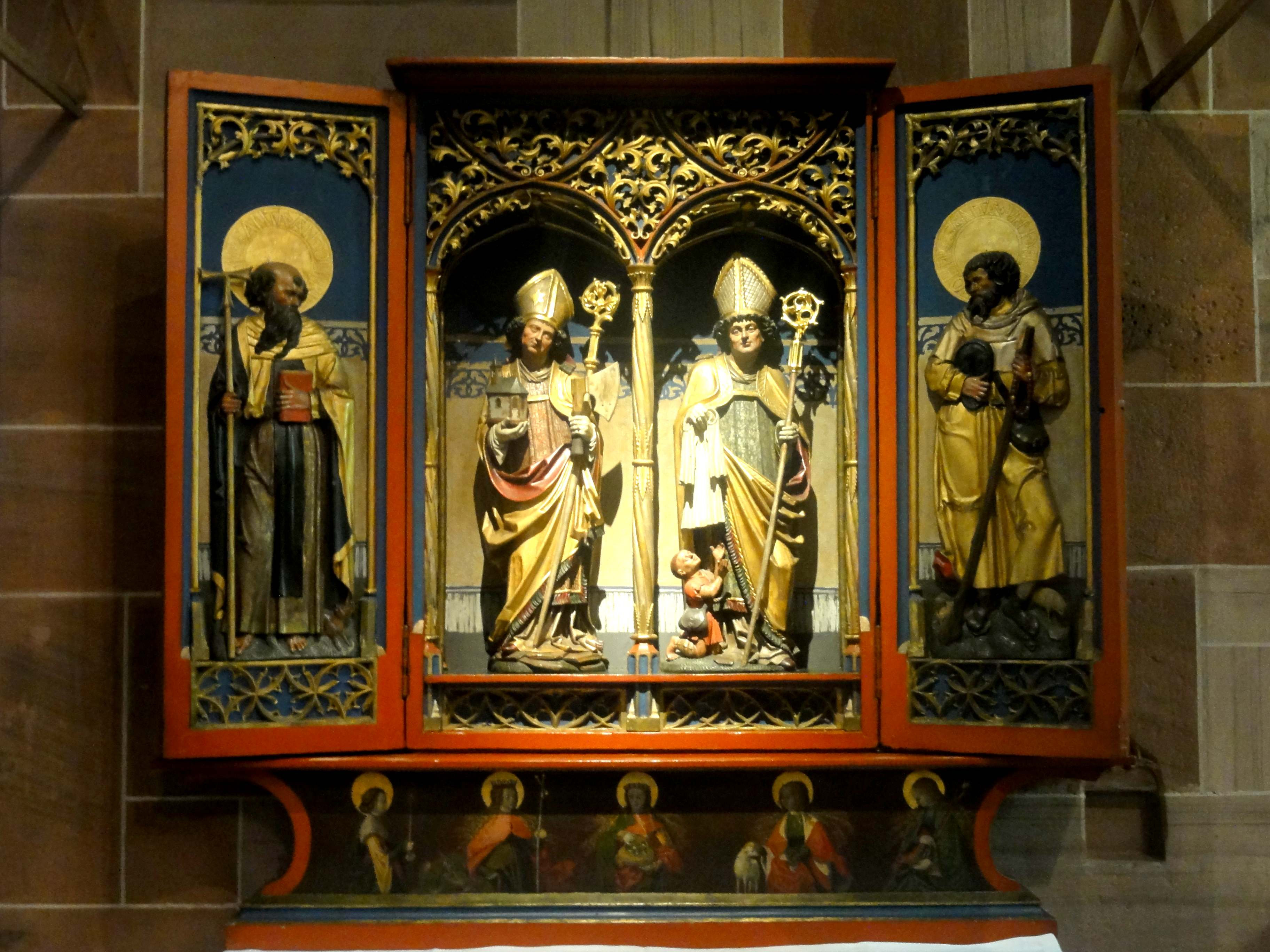
Rechter Seitenaltar

### Seitenaltäre (1483/1521, 1523 etc.)

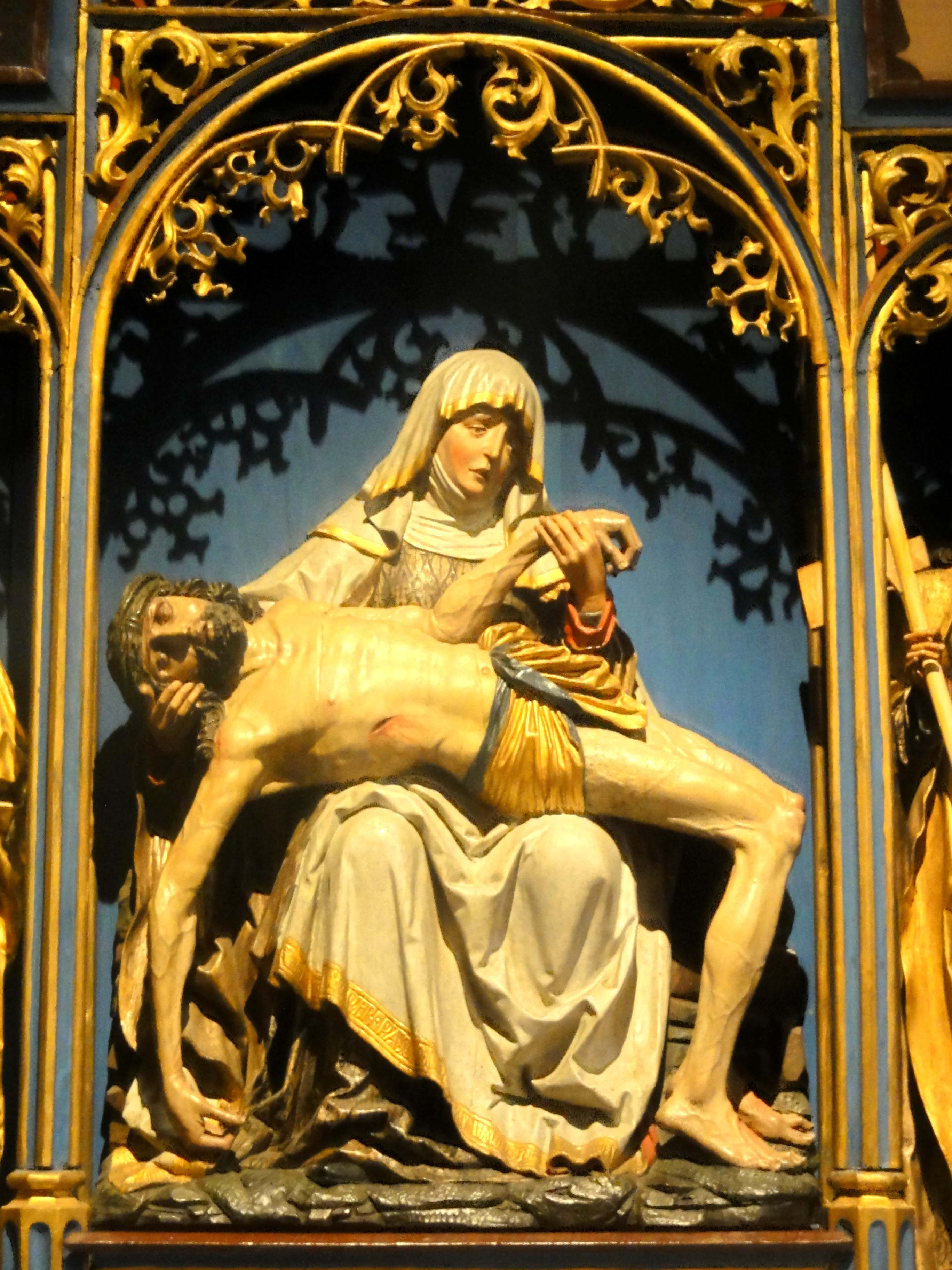
Vesperbild im linken Seitenaltar, 1483

Unter dem Lettner befindet sich auf dem linken Seitenaltar der von Propst Heinrich Fehl gestiftete Schmerzensaltar von 1523. Der Mittelschrein des dreiflügligen Altarretabels gehört einem älteren, im Weichen Stil geschnitzten Vesperbild, das Bischof Albrecht bei der Weihe der Kirche 1483 als ein zweites prominentes Wallfahrtsziel hervorgehoben hat. In den Nebennischen des Altarschreins stehen Skulpturen der hll. Apostel Philippus (links) und Jacobus (rechts). sowie auf den Innenseiten der Flügel Halbreliefs der hll. Katharina (links) und Barbara (rechts). In geschlossenem Zustand zeigt das Retabel ein Gemälde der Verkündigung an Maria mit Heinrich Fehl als Stifter. Vor der Verkündigungsszene sieht man eine mit dem Beginn des Ave Maria geschmückte Blumenvase mit Lilien, über ihr Girlanden aus unterschiedlichen Blättern und hinter ihr einen Fensterausblick auf eine weite Gebirgs- und Flusslandschaft. Eine einst neben dem Stifter auf einer Tafel zu lesende alte Inschrift mit der Bitte an die Maria als Patronin der Sünder, bei ihrem Sohne für ihn um Gnade zu bitten, ist seit einer Restaurierung 1903 verschwunden. Die Predella stellt in Halbfiguren Christus als Salvator Mundi, sowie die hll. Blutzeugen Katharina, Barbara, Philippus und Jacobus dar.

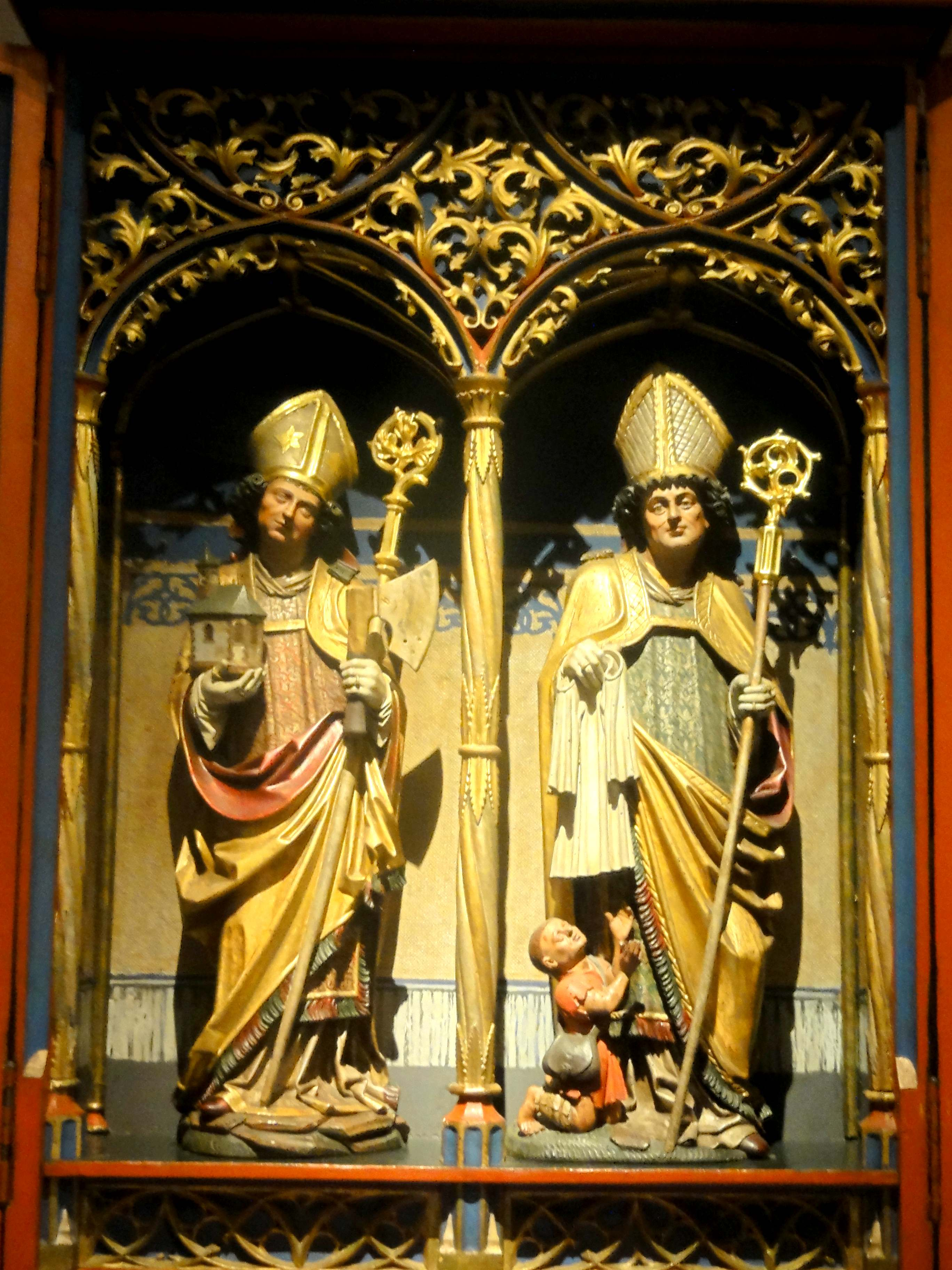
Die hll. Wolfgang und Martin im rechten Seitenaltar, 1521

Auf dem rechten Seitenaltar unter dem Lettner befindet sich der fünfteilige Martinsaltar, den der Straßburger Bischof Albrecht sowie Melchior von Schauenburg 1521 gestiftet haben. Der Wandelaltar mit zwei Stand- und zwei Drehflügeln birgt im Mittelschrein die geschnitzten Statuen der hll. Bischöfe Wolfgang von Regensburg und Martin von Tours. Die Drehflügel zeigen auf den Innenseiten Halbreliefs der besonders auf dem Lande populären Heiligen Antonius und Wendelin. Die Tafeln der Außenseiten bieten erneut Darstellungen der hll. Wolfgang und Martin. Die Predella stellt in Halbfiguren vier weibliche Heilige dar – Genoveva, Margaretha, Dorothea, Agnes und Apollonia. Die bereits im Stil des gotischen Manierismus bemalten und dem Meister von Hochhausen zugeschriebenen Standflügel mit den hll. Elisabeth von Thüringen und Maria Magdalena stammen von einem verschwundenen Altar.
Rechts daneben befindet sich ein Altar mit einem qualitätvollen Kruzifix, das bis um 1900 über der nördlichen Seitentüre hing. Danach wurde es anstelle eines Hochkreuzes des 18. Jahrhunderts auf der Lettnerempore über dem Kreuzaltar aufgestellt, bevor es irgendwann zwischen 1964 und 2017 mit neuen Kreuzesbalken und zwischen Statuen von Maria und Johannes, die den aus anderem Zusammenhang stammen, zusammengeführt wurde (wobei auf dem Lettneraltar über der Mensa mit dem geschlossenen Grab Christi wieder das Hochkreuz des 18. Jahrhunderts Platz fand). Entstanden ist das Kruzifix um 1500 in der Nachfolge eines Kruzifixes, das Niclas Gerhaert van Leyden 1467 für das Grabmal Hans Ulrichs, des Baders, Wundarztes und markgräflichen Leiters der Bäder in der Kurstadt Baden-Baden geschaffen hatte.

Unter dem Lettner befanden sich zudem zwei heute verschollene Altäre: Ein heute verschwundener Flügelaltar von 1513 mit einer gemalten Darstellung des hl. Sebastian als Hauptfigur und einem Prämonstratenser als Stifterfigur sowie auf den Flügel den Hll. Sebastian, Fabian, Georg und Florian, zudem ein ebenfalls heute verschwundener Altar der hl. Ursula, darauf eine Tafel mit dem Martyrium der hl. Ursula und der Stifterfigur eines Klerikers in schwarzem Talar und Chorrock.

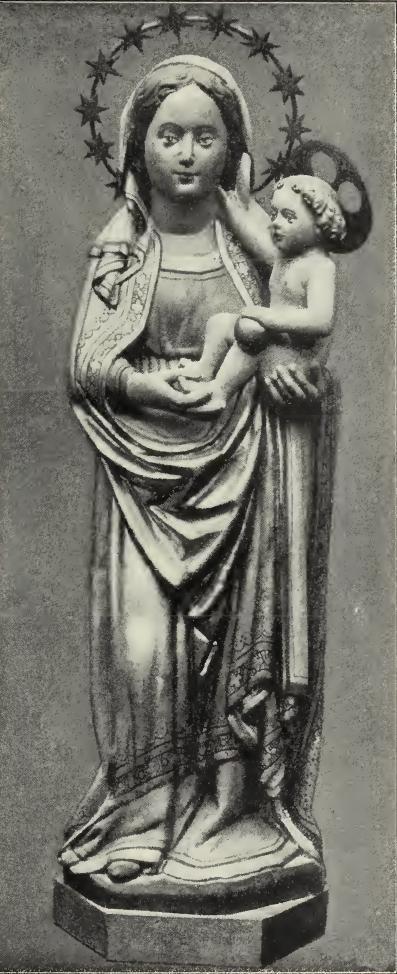
Gnadenbild der Madonna, 1. Hälfte 15. Jh. (?), Schnitzerei, Höhe ca. 55 cm (verschollen)

### Gnadenaltar (vor 1550)
Der 1550 beschriebene ursprüngliche Altar in der Gnadenkapelle wurde durch einen 1739 beschriebenen Barockaltar und dieser später wiederum durch den heutigen neugotischen Gnadenaltar ersetzt. Mittelpunkt des 1997 wiederhergestellten neugotischen Altares ist eine Kopie des 1973 geraubten und nur in alten Fotografien überlieferten Gnadenbildes. Ungeklärt ist, ob es sich bei der verschollenen Skulptur, die im 18. Jahrhundert als Werk des Johannes Maier Bildschnitzers aus Gengenbach bezeichnet wurde, um eine später stark überschnitzte Arbeit der Romanik oder eine der Frührenaissance von um 1400 handelt, oder ob sie erst in der ersten Hälfte des 16. Jahrhunderts entstanden ist.

### Votivgaben
Die einst zahlreichen Votiv-Gaben, Votiv-Tafeln und Urkunden über die Hilfe in jeder Not, die man Gebet und Wallfahrt zum Lautenbacher Gnadenbild zugeschrieben hatte, wurden 1796 durch marodierende Soldaten des französischen Revolutionsheeres geraubt, zerstört und verbrannt. Eine Beschreibung und Transkription zahlreicher dieser Widmungen, in denen Wirkung und Einzugsgebiet der Lautenbacher Wallfahrt sowie die unterschiedlichsten Anliegen der Pilger anschaulich werden, bietet allerdings die zwischen 1740 und 1755 verfasste Beschreibung der Kirche von Pater Adalbert Hardt.

### Kanzel (1650)
Die mit Intarsien geschmückte hölzerne Kanzel mit Reliefdarstellungen der vier Evangelisten und einer Skulptur Christi als Gutem Hirten auf dem Schalldeckel wurde 1650 von Johannes Maier aus Gengenbach in den Formen der Spätrenaissance und des Barock errichtet. Treppe und Rückwand wurden später ersetzt.

### Chorgestühl (Ende 15. Jahrhundert)
Das Chorgestühl mit flachgeschnitztem Laubwerk in den zinnenbesetzten Giebeln datiert auf das Ende des 15. Jahrhunderts.

### Grabstätten und Grabmäler
Einen Katalog der zahlreichen großenteils bis heute erhalten Gräber, Grabmäler und Gedenkplatten der Lautenbacher Kirche findet man in der zwischen 1740 und 1755 verfassten Beschreibung der Kirche von Pater Adalbert Hardt.

### Schlusssteine (um 1480–1492)
Neben Schlusssteinen mit krausem Rankwerk zeigen Wappenschlusssteine von West nach Ost im Langhaus folgende Wappen: von Neuenstein (Rad), von Baden (hier ursprünglich das Wappen von Schauenburg), Bischof Albrecht von Pfalz-Mosbach, Bischof Ruprecht von Pfalz-Simmern. Der einzige Schlussstein im Chor zeigt über dem Hochaltar die thronende Himmelskönigin mit Kind.
Auf den Wappenschlusssteinen der Gnadenkapelle sind folgende Wappen zu sehen: von Bach (Schnecke), von Schauenburg (Mittelschild mit Wolkenrand und Andreaskreuz), Röder von Diersburg (Adler).
Die vierzehn Schlusssteine des Netzgewölbes in der Lettnerhalle zeigen abwechselnd mit krausem Blattwerk in Flachrelief auf figürlichen Schlusssteinen die Halbfigur der Madonna mit Kind, den hl. Norbert von Xanten, Gründer der Prämonstratenser, sowie die vier Evangelistensymbole, passend zum Lettner als ursprünglichem Verkündigungsort von Evangelium und Predigt. Eine um 1646 von Johannes Gamans SJ verfasste Beschreibung der Lautenberger Kirche erwähnt statt der Evangelistensymbole hier allerdings Wappenschlusssteine der vor dem Lettner begrabenen Familien.

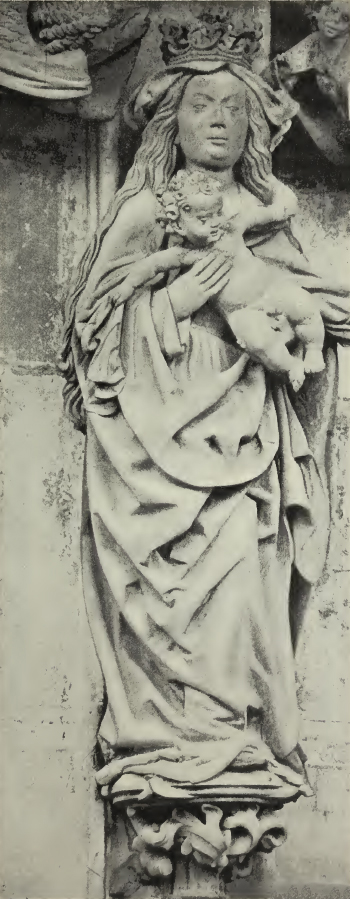
Trumeau-Madonna, 1480–1490, gelber Sandstein, Westportal

### Tympanon (um 1488)
Im Tympanon des Westportals steht unter einem Baldachin mit knorrigem Astwerk die fast lebensgroße Trumeaufigur einer Madonna mit dem Jesuskind als Himmelskönigin, deren Krone von zwei Engel mit gefiederten Körpern gehalten wird. Die um 1488 vermutlich durch eine Straßburger Werkstatt aus gelbem Sandstein geschaffene Gestalt zeigt bereits erste Anklänge an die deutsche Renaissance. Zu beiden Seiten der Madonnenfigur sind nahezu vollplastisch aus rotem Sandstein gefertigte Wappen wichtiger Stifter und Förderer der Wallfahrtskirche angebracht – oben die Wappen der Straßburger Bischöfe Ruprecht von Pfalz-Simmern (Amtszeit 1439–1478, zur Zeit der Grundsteinlegung von 1471) und Albrecht von Pfalz-Mosbach (Amtszeit 1478–1506, Weihe 1483) (nicht, wie lange vermutet, neben dem Wappen des Bischofs Albrecht das Wappen der Markgrafen von Baden oder gar zweimal das Wappen des Bischofs Albrecht), unten die derer von Bach (Schnecke) und derer von Schauenburg (Mittelschild mit Wolkenrand und Andreaskreuz).

### Glasfenster (1482–1488)
Besonders wertvoll sind die Glasmalereien, die zwischen 1478 und 1481 bestellt wurde und in drei Verglasungsphasen 1482 (laut dokumentierter ehemaliger Datierungsinschrift; bis 1483 fast alle Fenster in Chor und Langhaus), um 1485 (Fenster der Gnadenkapelle) und um 1488 (Fenster im Chorscheitel und unter dem Lettner) zunächst 1482–1487 im Chor durch einen als Lautenbacher Meister bezeichneten Werkstattgenossen des Straßburger Glasmalers Peter Hemmel von Andlau und später sowie im gesamten Langhaus durch andere Mitglieder dieser Werkstatt hergestellt wurden. 59 der ursprünglich 81 spätmittelalterlichen Bildscheiben sind zu großen Teilen und überwiegend an ihrem ursprünglichen Ort erhalten. Eine weitere Scheibe befindet sich im Nelson-Atkins Museum of Art, Kansas City, und eine ging im Zweiten Weltkrieg im Berliner Kunstgewerbemuseum verloren. 1872 wurde die Gnadenkapelle neu verglast. 1877/1878 wurde die Blankverglasung im Langhaus durch historisierende Ornamentscheiben ersetzt. Bei der Neuverglasung der Gnadenkapelle und der Erweiterung des Langhauses nach Westen wurden einige Rechteckscheiben, die zur ursprünglichen Verglasung der Gnadenkapelle gehörten oder im Westfenster durch die neue Orgel verdeckt worden wären, u. a. über die bisher in einer einzigen Bildzeile angeordneten Stifterscheiben der im Wechsel zwei- oder dreibahnigen Spitzbogenfenster an der Nordseite des Langhauses versetzt. Die Grisaille- und Rautenverglasung im Chor stammt von 1970.

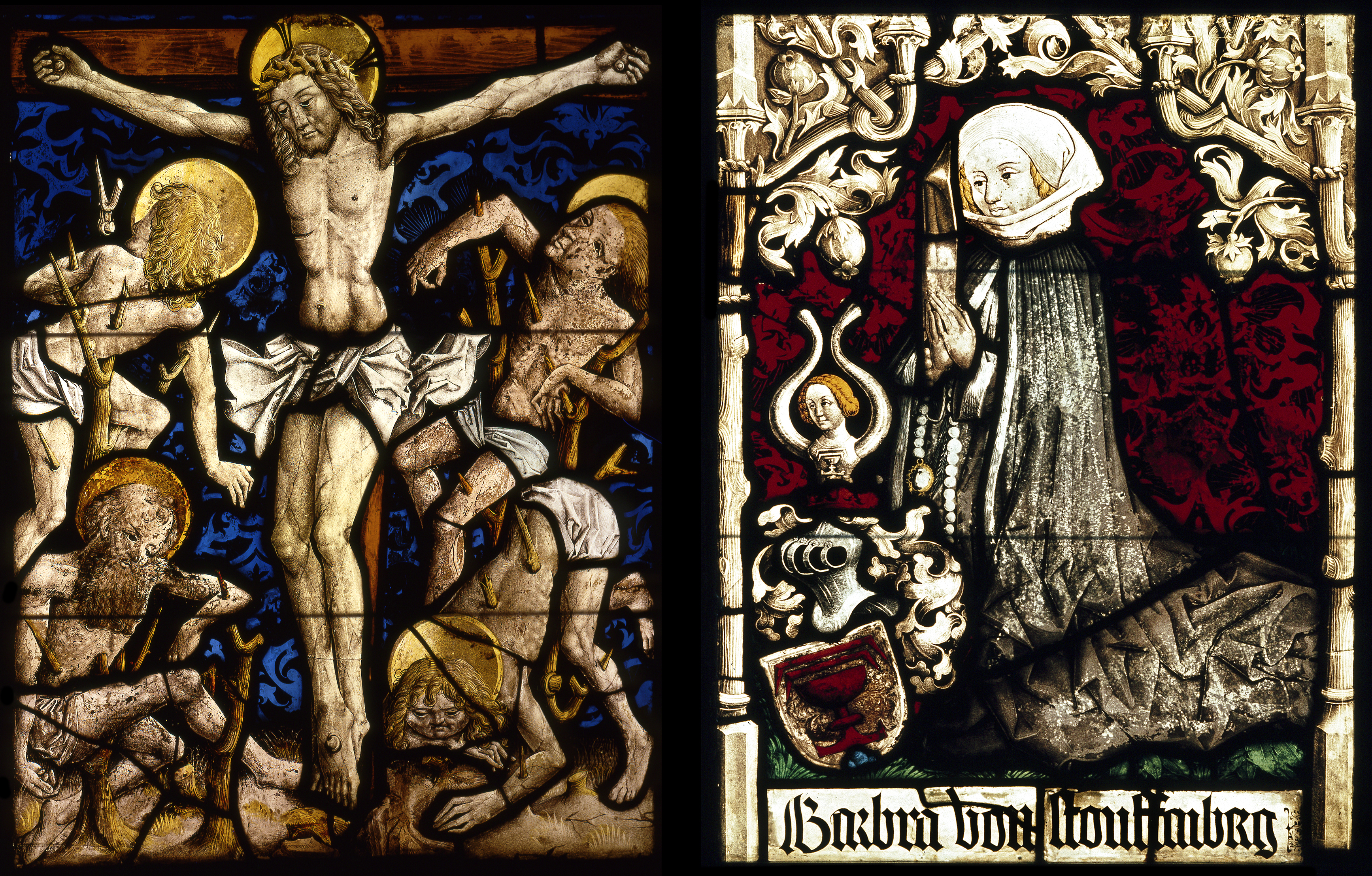
Peter Hemmel von Andlau und Werkstatt: Christus am Kreuz, Heiliger Achatius von Armenien und die zehntausend Märtyrer mit Stifterin

In den drei- und im Chorscheitel vierbahnigen Spitzbogenfenstern von Langhaus und Chor erscheinen jeweils auf einer Rechteckscheibe ein biblisches Ereignis, eine Heilige oder ein Heiliger und links und rechts davon Stifter. Die über ihnen in Architekturscheiben aufragenden Bekrönungen – auf Konsolen ruhenden einzeiligen Baldachine und von Säulen getragenen anderthalb- bis zweizeiligen Tabernakelbekrönungen, die mit vielfältigen architektonischen, vegetabilen und floralen Motiven und sogar der Darstellung von Vögeln (auf einigen Baldachinen im Chor) oder winzigen grotesk überformten Löwen (auf den mittleren Baldachinspitzen über der Gnadenkapelle) reich geziert sind, – wurden im Langhaus, wie man es heute noch auf der Südseite sieht, im Wechsel aus goldenen Steinsäulen auf blauem Damastmuster und aus Astwerkarchitekturen aus silbernen Rosenranken auf rotem Damastmuster gebildet. Im Chor zeigten die Architekturscheiben durch eine regelmäßige Mischung dieser Farben in ein und derselben Scheibe eine noch reichere Farbwirkung. Auch in der Höhe der Baldachine und in der Gestaltung des Bodens ist zwischen dem Langhaus, wo die Figuren auf einem Rasenstück oder einem dunklen Untergrund stehen und der Baldachin nur eine Scheibenzeile einnimmt, und dem Chor unterschieden, wo sie auf einem grünen Plattenboden und die Heiligen auf Rasen stehen, und wo die Baldachine in zwei Scheibenzeilen aufragen.
Die auf den Stifterscheiben vor edlen Damastgründen dargestellten Hauptstifter der Kirche sind durch Wappen und Inschriften identifiziert. Viele von ihnen sind im Bereich der Gnadenkapelle sowie vor dem Lettner und im Chor begraben. Im Chor waren adelige und im Langhaus bürgerliche Stifter dargestellt. Überwiegend paarweise wenden sie sich in den Stifterscheiben jeweils von links und rechts der Hauptszene oder Hauptfigur verehrend zu. Zu erkennen sind auf der Nordseite vom Chorscheitel aus: 1. Verkündigung an Maria (abgestimmt auf den Auferstandenen im Altargesprenge), 2. hl. Johannes der Täufer (mit Friedrich von Schauenburg und Katharina von Sulzbach), 3. hl. Katharina (19. Jahrhundert) (mit Melchior von Neuenstein und Lucia von Großweier), im Langhaus: 4. Christus am Kreuz mit dem hl. Achatius von Armenien und dem Martyrium der Zehntausend (mit Anton von Ramstein und Barbara Bock von Staufenberg), darüber: hl. Jacobus der Ältere (mit unbekanntem Pilgerpaar; aus der Gnadenkapelle), 5. hl. Johannes der Täufer (mit Konrad und Katharina Wegstein), darüber: Strahlenkranzmadonna (mit Notar Johann Nottenstein sowie der aus einem Fenster der Gnadenkapelle hierhin übertragenen Figur einer Pilgerin), 6. Verkündigung an Maria (aus dem Giebelfenster über dem Hauptportal), 6. hl. Ursula zwischen hl. Josef und hl. Norbert von Xanten (1897 neugestaltet unter Verwendung einer originalen Wappenscheibe Bischof Albrechts von Straßburg und von drei originalen Ornamentscheiben aus dem Chorscheitelfenster). Auf der Nordseite sind vom Chorscheitel aus zu sehen: 1. Heimsuchung Mariens (mit Probst Johannes Magistri; abgestimmt auf den Auferstandenen im Altargesprenge; die Scheibe mit Maria 19. Jahrhundert), 2. hl. Barbara (mit Melchior und Veronika von Schauenburg, 3. hl. Sebastian (19. Jahrhundert) (mit Gebhard und Johannes von Neuenstein, jeweils mit Frau), im Langhaus: 4. hl. Leonhard (unter dem Lettner), 5. zwischen Rutenbündel und Geißel vor dem Kreuz eine drastisch geschilderte Pietà, bei der ein Arm Christi leblos herabhängt und ein Fuß in der Totenstarre verdreht geblieben ist (mit Bernhard aus dem Sulzbach und Frau Elsa; die gesamte Komposition original und am selben Platz verblieben), 6. thronende Madonna mit Kind und Engeln (über der Gnadenkapelle; mit Schulheiß Heinrich Diestelzweig und Frau Anna; die gesamte Komposition original). Originalfragmente aus verschwundenen oder restaurierten Scheiben sind zudem in den Fenstern oberhalb des Lettners versammelt. Die ursprüngliche Anordnung der Fenster ist in der von Gamans um 1646 verfassten Beschreibung zu lesen sowie in der 1830 paraphrasierend herausgegebenen Beschreibung der Kirche von Pater Adalbert Hardt, Rektor in Lautenbach von 1740 bis 1755.

### Deckenmalerei (um 1480–1490, um 1897)
Die ursprüngliche farbige Fassung der alten Gewölberippen, -kappen und Schlusssteine ist weitgehend erhalten. Die ursprünglich sehr sparsamen Bemalung der Gewölbefelder und Zwickel hat dagegen der Kirchenmaler Rieger um 1897 durch stilisierte Ornamente aus Weizenähren, Weinranken und Heilpflanzen neugotisch ersetzt.

### Orgel (1895–1898)
Orgeltribüne und Orgel wurden mit der Erweiterung des Langhauses nach Westen von 1895–1898 eingebaut.

### Neue Altarinsel (1979)
Die neue Altarinsel vor dem Lettner wurde 1979 von der Breisacher Werkstatt von Helmut Lutz geschaffen. Ährenbündel und Weintrauben weisen am Altarstein auf die Eucharistie hin und greifen auch die Formensprache des Rankwerks des im Hochaltars auf. Der Dreipass am Taufbecken versinnbildlicht die heilige Dreifaltigkeit. Der Ambo interpretiert gotische Bauformen des spätmittelalterlichen Kirchenbaus und verweist mit der Feuerzunge auf die Sendung des Heiligen Geistes. Die knospenartig hervorbrechenden vier Evangelistensymbole nehmen dort die Symbolik von den Schlusssteinen des Lettners auf. Am Sakramentshaus sind die Trauben- und Flammenmotive fortgeführt. Herolde kündigen dabei das Gottesreich an und laden zur Kommunion ein. Das aus dem Dunkel hervorscheinende Ewige Licht erinnert dort an die Gegenwart Christi als das Licht, das in der Finsternis leuchtet (Joh 1,5 ).